# العمارة الصينية

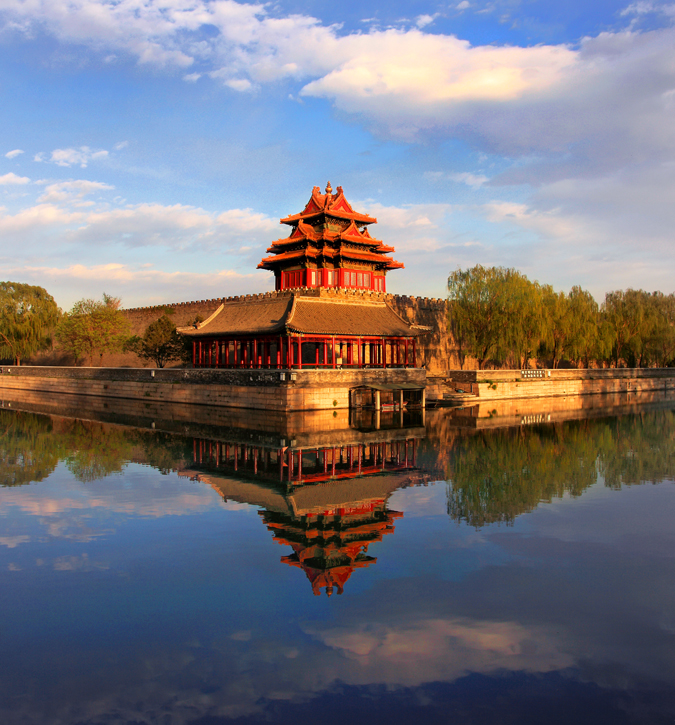
برج الزاوية في المدينة المحرمة ،بكين.

العمارة الصينية هي نمط من العمارة التي اتخذت شكل في شرق آسيا على مدى قرون عديدة. ظلت المبادئ الهيكلية للعمارة الصينية دون تغيير إلى حد كبير، والتغييرات الرئيسية هي فقط تفاصيل الزخرفة. منذ عهد أسرة تانغ، كان للعمارة الصينية تأثير كبير على الأساليب المعمارية لكوريا وفيتنام واليابان.
خلال القرن العشرين، حاول المهندسون المعماريون الصينيون المدربون من الغرب الجمع بين التصاميم الصينية التقليدية في الهندسة المعمارية الحديثة (عادة الحكومة)، مع نجاح كبير. علاوة على ذلك، فإن الضغط من أجل التنمية الحضرية في جميع أنحاء الصين المعاصرة يتطلب سرعة أعلى من البناء ونسبة مساحة الطابق الأعلى، مما يعني أنه في المدن الكبرى الطلب على المباني الصينية التقليدية، والتي هي عادة أقل من 3 مستويات، ورفض لصالح العمارة الحديثة. مع ذلك، فإن المهارات التقليدية للهندسة المعمارية الصينية، بما في ذلك النجارة الرئيسية والثانوية، والبناء، والحجارة، لا تزال تطبق على بناء العمارة العامية في المنطقة الريفية الشاسعة في الصين.

## خصائص

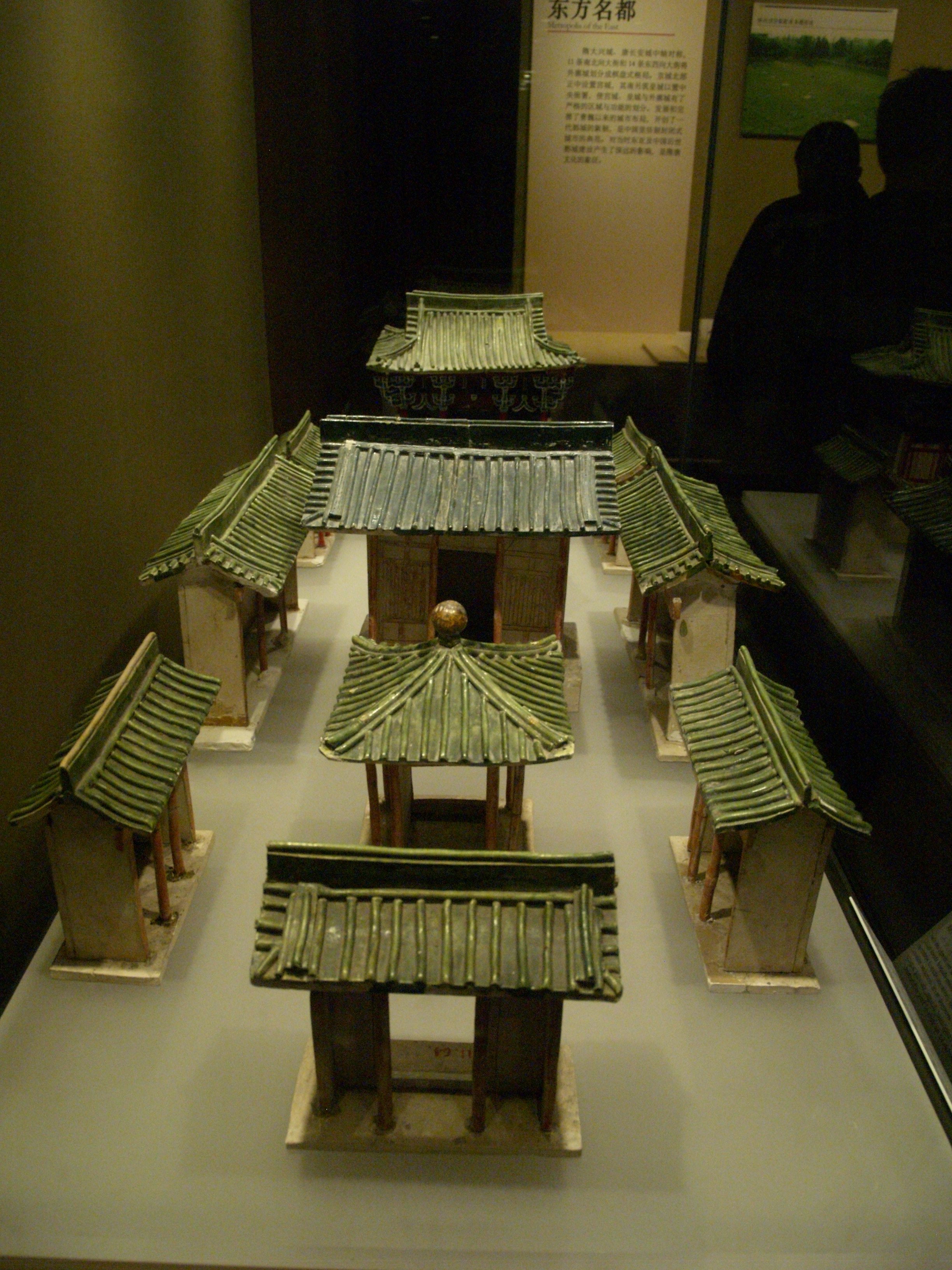
تم حفر قصر سانكاي (ثلاثي الألوان) من عهد أسرة تانغ (618-907)، من قبر عصر تانغ في قرية تشونغبو في الضواحي الغربية لمدينة شيآن.
يحتوي المستطيل المبين أعلاه على قسمين من الفناء. تشمل المباني الواقعة على خط المحور المدخل المركزي، الجناح ذو الأربعة أجنحة، القاعة الأمامية ذات الشكل الجبلي، الجبل الاصطناعي والبرك، الجناح ذو ثمانية أعمدة، والأرباع المتقاعدة على شكل الجبال. يتم ترتيب الجانبين من المحور المركزي مع غرف الممر بشكل متناظر.

### التماثل الثنائي المعماري
هناك ميزة هامة جدا في العمارة الصينية هي التركيز على التعبير والتناظر الثنائي، مما يدل على التوازن. تم العثور على التماثل الثنائي وتعبير المباني في كل مكان في العمارة الصينية، من مجمعات القصر إلى بيوت المزارع المتواضعة. وعندما يكون ذلك ممكنا، فإن خطط تجديد المنزل وتوسيعه ستحاول في كثير من الأحيان الحفاظ على هذا التناظر شريطة توافر رأس مال كاف للقيام بذلك. يتم وضع العناصر الثانوية جانبي الهياكل الرئيسية كجناحين للحفاظ على التماثل الثنائي الكلي. عادة ما تخطط المباني لاحتواء عدد من الأعمدة في هيكل لإنتاج عدد فردي من الخلجان (間). مع إدراج باب رئيسي لمبنى في الخليج المركزي، يتم الحفاظ على التناظر.
على النقيض من المباني، الحدائق الصينية هي استثناء ملحوظ التي تميل إلى أن تكون غير متناظرة. المبدأ الذي يقوم عليه تكوين الحديقة هو خلق تدفق دائم.

### السياج
في الكثير من العمارة الصينية التقليدية، المباني أو مجمعات البناء تأخذ كامل الممتلكات ولكن أرفق مساحات مفتوحة داخل أنفسهم. هذه المساحات المغلقة تأتي في شكلين، هما:
- كورتيارد (院): استخدام الساحات المفتوحة هو سمة مشتركة في العديد من أنواع الأبنية الصينية. هذا هو أفضل مثال في سيهيوان، التي تتكون من مساحة فارغة تحيط بها المباني المتصلة بعضها البعض إما مباشرة أو من خلال الشرفات.
- «بئر السماء» (天井): على الرغم من أن الفناءات الكبيرة المفتوحة تكون أقل شيوعا في العمارة الصينية الجنوبية، يمكن رؤية مفهوم «فضاء مفتوح» محاط بالمباني، والذي يظهر في مجمعات الفناء الشمالية، في مبنى المبنى الجنوبي المعروف ب«بئر السماء». هذا الهيكل هو في الأساس فناء مغلق نسبيا تشكل من تقاطعات المباني المتباعدة عن كثب وبمقدمتها فتحة صغيرة في السماء من خلال مساحة الأرض السطحية.

تخدم هذه المرفقات في تنظيم درجة الحرارة وفي تنفيس مجمعات البناء. عادة ما تكون الفناءات الشمالية مفتوحة ومواجهة للجنوب للسماح بأقصى قدر من التعرض لنوافذ البناء والجدران للشمس مع إبقاء الرياح الشمالية البارد خارجا. آبار السماء الجنوبية صغيرة نسبيا وتعمل على جمع مياه الأمطار من قمم السقف. هم يؤدون نفس الواجبات مثل الطبل الروماني مع تقييد كمية أشعة الشمس التي تدخل المبنى. كما تعمل آبار السماء أيضا كمخارج لارتفاع الهواء الساخن، الذي يستمد الهواء البارد من الطوابق التحتية للمنزل ويسمح بتبادل الهواء البارد مع الخارج.
- بئر سماوي في معبد فوجيان مع قاعات محيطة وخلجان على أربعة جوانب.
- مبني تايواني على طراز استعماري في منتصف القرن العشرين يحتوي بئر سماوي.
- مبنى خارجي يحيط بمبنى دائري أصغر، والذي يشمل قاعة الأسلاف وفناء في المركز.
- مسكن للخروج يضم فناء تحت الأرض.
- فناء محاط على الجوانب الأربعة من قاعة أستور في متحف المتروبوليتان للفنون، نيويورك، الولايات المتحدة الأمريكية.

### التسلسل الهرمي

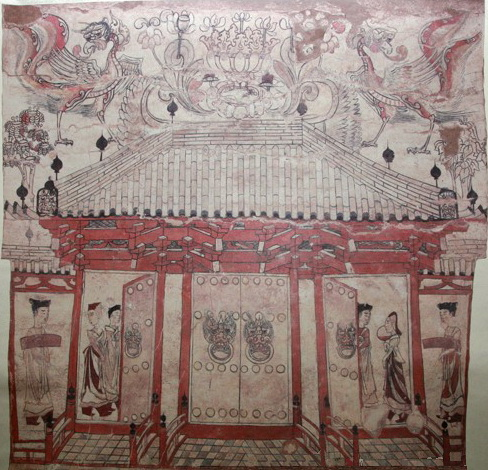
بناء قبر من شينتشو، يرجع تاريخه إلى فترة تشي الشمالية (550-577 ميلادية)، ويظهر قاعة ذات سقف مبلط، وأقواس دوغونغ، وأبواب مع مقابض الأبواب العملاقة (ربما مصنوعة من البرونز).

يستند التسلسل الهرمي المتوقع وأهمية واستخدامات المباني في العمارة الصينية التقليدية إلى وضع صارم للمباني في الممتلكات / المجمع. تعتبر المباني ذات الأبواب التي تواجه الجزء الأمامي من العقار أكثر أهمية من تلك التي تواجه الجانبين. المباني التي تواجه بعيدا عن الجزء الأمامي من الممتلكات هي الأقل أهمية.
تقع المباني التي تواجه الجنوب في الجزء الخلفي والموقع الخاص أكثر من الممتلكات مع التعرض العالي لأشعة الشمس في تقدير أعلى ومخصصة لأفراد كبار السن من الأسرة أو لويحات الأجداد. المباني التي تواجه شرقا وغربا عادة ما تكون بالنسبة لأفراد الأسرة المبتدئين، في حين أن المباني القريبة من الجبهة هي عادة من أجل الخدم وتعيينهم.
تستخدم المباني التي تواجه الجبهة في الجزء الخلفي من خصائص خاصة لغرف من الطقوس الاحتفالية ولإقامة قاعات الأجداد واللويحات. في مجمعات فناء متعددة، تعتبر الفناءات المركزية ومبانيها أكثر أهمية من المجمعات الطرفية، وعادة ما تستخدم هذه الفناءات كخزائن أو غرف أو مطابخ.

### التركيز الأفقي
المباني الصينية الكلاسيكية، وخاصة تلك التي يسكنها الأثرياء، يتم بناؤها مع التركيز على اتساع وأقل على الارتفاع، ويضم منصة ثقيلة مغلقة وسقف كبير يطفو فوق هذه القاعدة، مع الجدران العمودية لم يتم التأكيد بشكل جيد. هذا يتناقض مع العمارة الغربية، والتي تميل إلى النمو في الارتفاع والعمق. تشدد العمارة الصينية على التأثير البصري لعرض المباني.
القاعات والقصور فيالمدينة المحرمة، على سبيل المثال، لها سقوف منخفضة نوعا ما بالمقارنة مع المباني الفخمة المألوفة في الغرب، ولكن مظاهرها الخارجية تشير إلى الطبيعة الشاملة لإمبراطورية الصين. وجدت هذه الأفكار طريقها إلى العمارة الغربية الحديثة، على سبيل المثال من خلال عمل يورن أوتزون. هذا بالطبع لا ينطبق على الباغودات، التي تقتصر على مجمعات البناء الدينية.

### المفاهيم الكونية

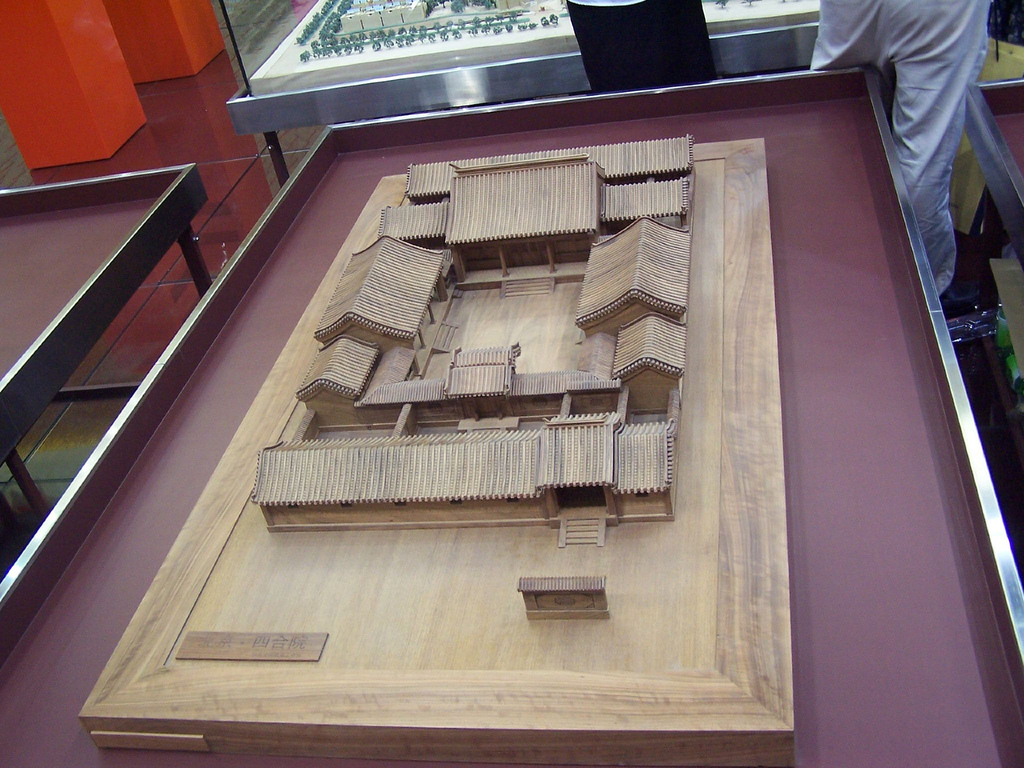
نموذج من سيهيوان الصينية في بكين، مما يدل على التماثل، منصة الثقيلة المغلقة وسقف كبير أن يطفو فوق هذه القاعدة، مع الجدران العمودية لم يتم التأكيد كذلك.

العمارة الصينية من العصور القديمة استخدمت مفاهيم من نظرية العناصر الخمسة مثل فنغ شوي (جيومانسي) والطاوية لتنظيم البناء والتخطيط من المساكن المشتركة إلى الهياكل الإمبراطورية والدينية. يشمل ذلك استخدام:
- جدران الشاشة لمواجهة المدخل الرئيسي للمنزل، الذي ينبع من الاعتقاد بأن الأشياء الشريرة السفر في خطوط مستقيمة.
- تمائم وصور تجلب حسن الحظ:
- عرضت الآلهة الباب على المداخل لدرء الشر وتشجيع تدفق حسن الحظ.
  - (سان-زينغ-زايو (福祿壽 fú-lù) بشكل بارز، وأحيانا مع إعلان «النجوم الثلاثة الموجودة» (三星 在)
  - الحيوانات والفواكه التي ترمز إلى حسن الحظ والازدهار، مثل الخفافيش والرمان، على التوالي. غالبا ما يتم هذا الارتباط من خلال عمليات التكرار.
- توجيه الهيكل مع ظهره إلى المناظر الطبيعية المرتفعة وضمان وجود المياه في الجبهة. كما يتم أخذ الاعتبارات بحيث يكون الجزء الخلفي من النافذة بلا نوافذ يواجه الشمال، حيث تكون الرياح أكثر برودة في فصلالشتاء.
- عادة ما يتم بناء البرك، والمسابح، والآبار، ومصادر المياه الأخرى في الهيكل.

استخدام بعض الألوان والأرقام والاتجاهات الأساسية في العمارة الصينية التقليدية يعكس الاعتقاد في نوع من المحايثة، حيث طبيعة شيء يمكن أن تكون واردة كليا في شكلها الخاص. على الرغم من أن التقاليد الغربية وضعت تدريجيا مجموعة من الأدب المعماري، وكتب القليل عن هذا الموضوع في الصين، والنص أقرب، كاوغونجي، لم يكن موضع خلاف. مع ذلك، فإن الأفكار حول الوئام الكوني وترتيب المدينة عادة ما تفسر على أبسط مستوياتها، وبالتالي فإن استنساخ المدينة «المثالية» لم يكن موجودا. بكين التي أعيد بناؤها في جميع أنحاء القرن الخامس عشر والسادس عشر لا تزال واحدة من أفضل الأمثلة على تخطيط المدن الصينية التقليدية.

## البناء

### المواد والتاريخ

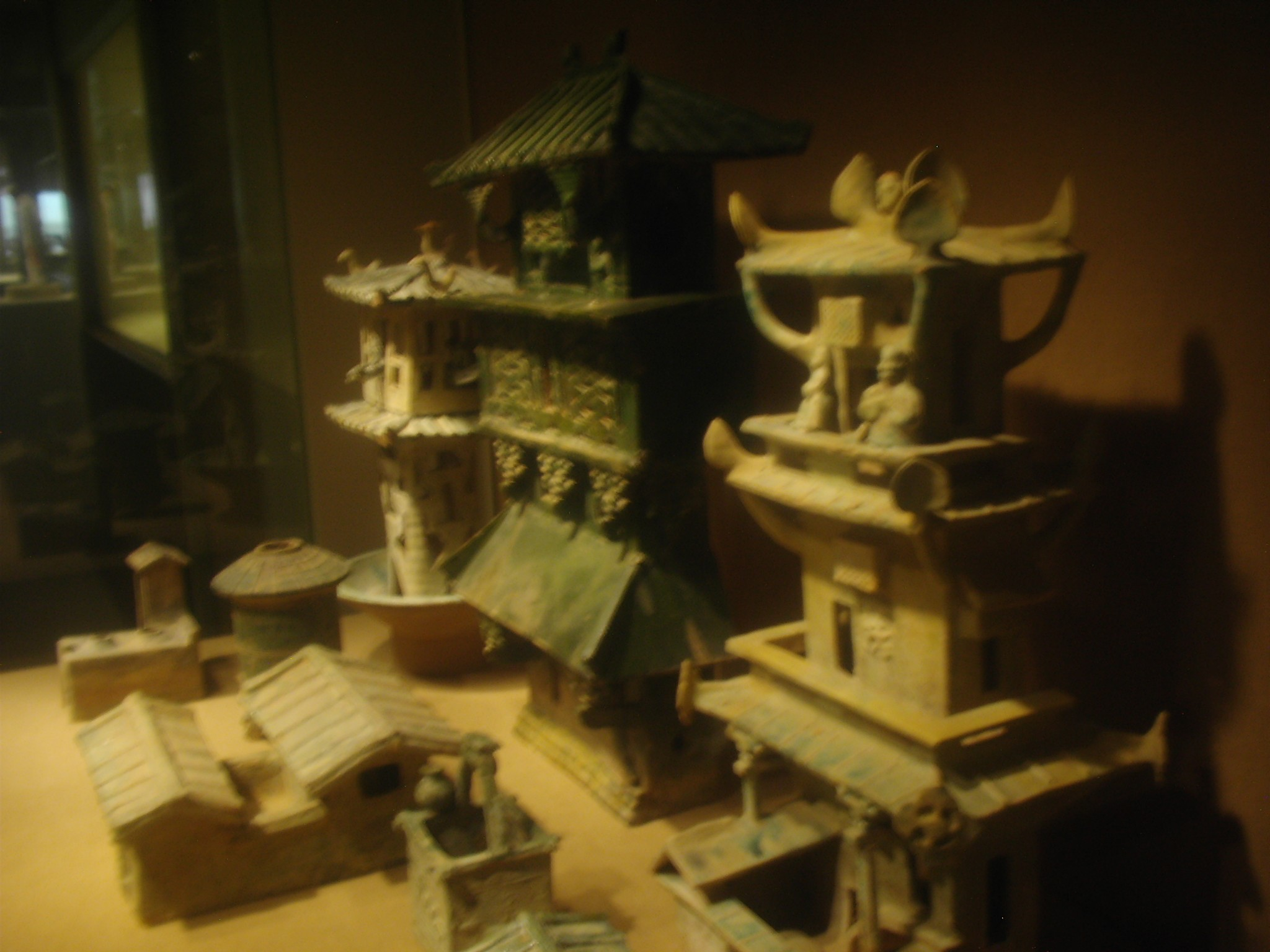
نماذج من أبراج المراقبة والمباني الأخرى التي تم إنشاؤها خلال عهد أسرة هان الشرقية (25-220 درهم)؛ في حين أن هذه النماذج مصنوعة من السيراميك، وكانت الإصدارات الحقيقية مصنوعة من الخشب القابلة للتلف بسهولة ولم تنجو.

خلافا لغيرها من مواد البناء، فإن الهياكل الخشبية القديمة لا تنجو في الغالب لأنها أكثر عرضة للتجوية والحرائق، وتتعرض بشكل طبيعي للتناوب مع مرور الوقت. على الرغم من أن الأبراج السكنية الخشبية غير موجودة الآن، وأبراج المراقبة، والباغودات التي سبقت ذلك بقرون، ومعبد سونجيو بنيت في 523 هو أقدم باغودا موجودة في الصين. كان استخدام الطوب بدلا من الخشب الكثير للقيام به في التحمل على مر القرون. من عهد أسرة تانغ (618-907) فصاعدا، أصبح الطوب والحجر تدريجيا أكثر شيوعا من حيث الاستخدام في العمارة واستبدلت الصروح الخشبية. يمكن رؤية أولى الأمثلة على هذا الانتقال في بناء مشاريع مثل الانتهاء من جسر أنجي في عام 605 أو معبد شومي الذي بني في 636، ومع ذلك من المعروف أن العمارة الحجرية والطوب قد استخدمت في الهندسة المعمارية لبناء قبر تحت الأرض منذ عهد السلالات السابقة.

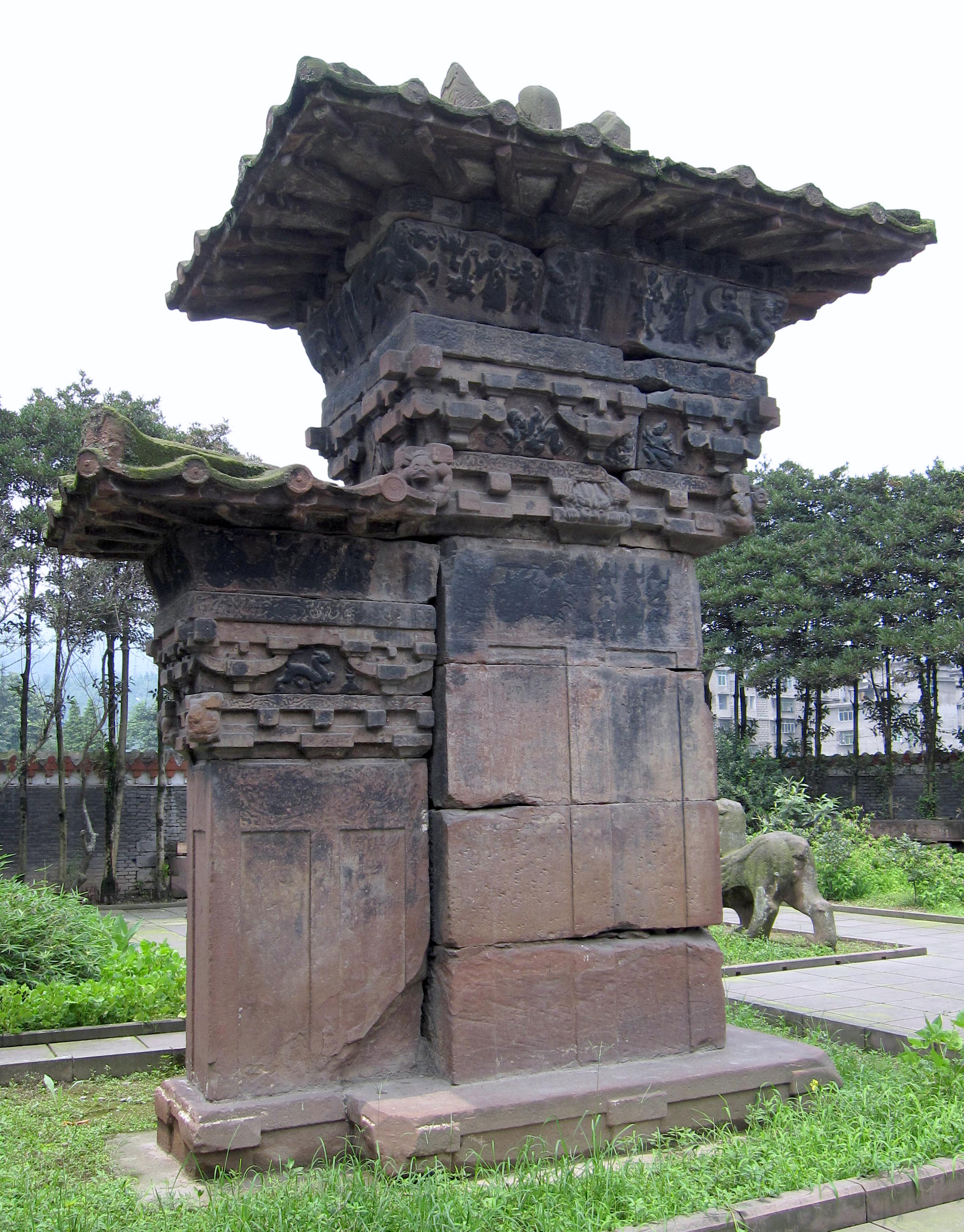
بوابة حجرية محفورة بالحجر، أو كيو (闕)، 6 متر (20 قدم) في الارتفاع الكلي، وتقع في قبر ياو يي في يان، مقاطعة سيتشوان، أسرة هان الشرقية (25-220 م)؛ لاحظت زخارف منحوتة بالحجارة من الطوب على أسطح البلاط، على الرغم من أن حجر حجري سلالة هان (جزء من الهياكل المسورة حول مداخل القبر) يفتقر إلى مكونات خشبية أو سيراميكية (ولكن غالبا ما تقليد المباني الخشبية مع بلاط من السيراميك).

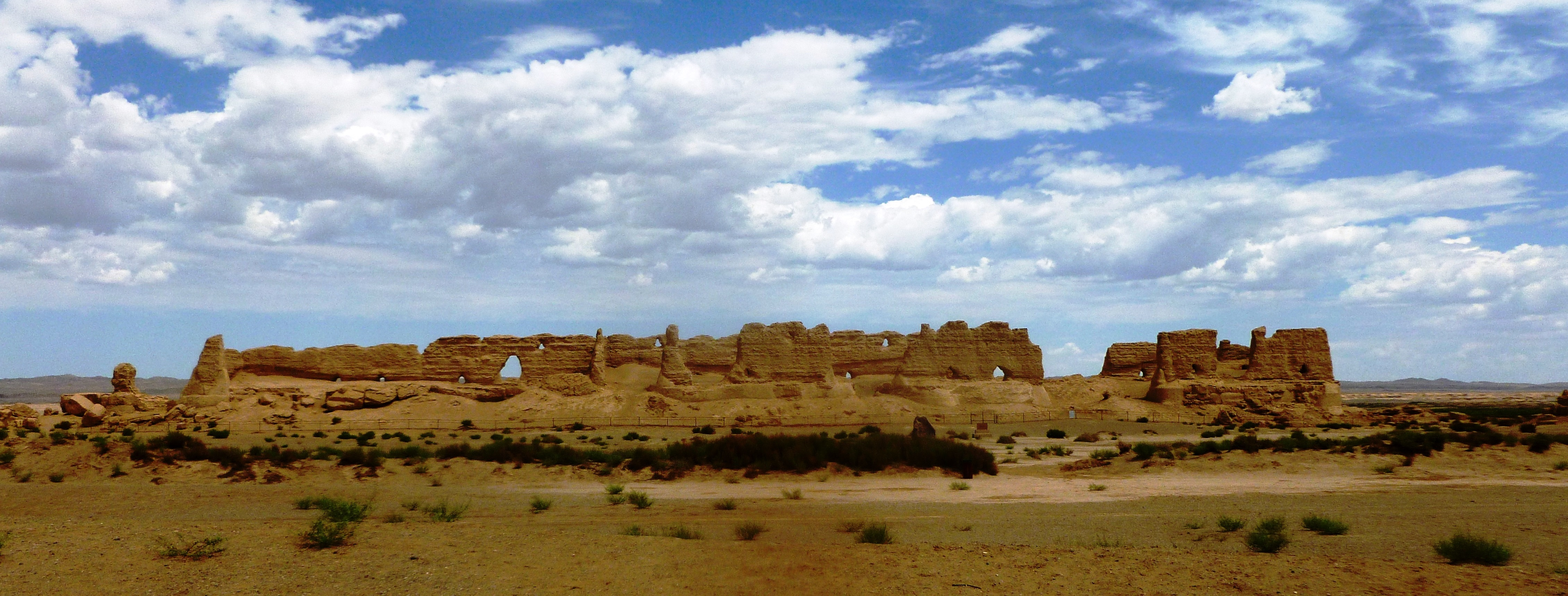
بنيت هذه الآثار التي دمرت في صومعة في حصن هيكانغ (الصينية: 河 仓 城؛ بينيين: هيكانغشينغ)، التي تقع على بعد 11 كم تقريبا (7 أميال) شمال شرق ممر يومين الغربية هان، خلال هان الغربية (202 قبل الميلاد - 9 م) وأعيد بناؤها بشكل كبير خلال جين الغربية (280-316 م).

في أوائل القرن العشرون لم يكن معروفا تماما المباني التي بنيت تانغ سلالة الخشب التي لا تزال موجودة؛ أقدمها حتى الآن اكتشافا 1931 من جناح قوانيين في دير ديول، بتاريخ 984 خلال الأغنية. كان هذا حتى المؤرخين المعماريين ليانغ سيشنغ (1901-1972)، لين هوييين (1904-1955)، مو تسونغجيانغ (1916-1999)، و (1902- الستينيات من القرن العشرين.) اكتشف أن قاعة الشرق العظمى من معبد فوجوانغ على جبل وتاي في شانشى مؤرخة بشكل موثوق إلى عام 857 في يونيو 1937. أبعاد الحجر الأرضي لهذه القاعة الرهبانية بقياس 34 بمقدار 17.66 متر (111.5 بمقدار 57.9 قدم). بعد عام من اكتشاف في فوجوانغ، كانت القاعة الرئيسية لمعبد نانتشان القريب على جبل ووتاي مؤرخة بشكل موثوق لعام 782، في حين تم العثور على مجموعه ستة مباني لتانغ عصر خشبي في القرن ال 21. المعبد الخشبي الأقدم وجودا على الإطلاق الذي نجا سليما هو معبد فوجونغ معبد سلالة لياو، وتقع في مقاطعة يينغ من شانشى. في حين أن القاعة الشرقية من معبد فوجوانغ تضم سبعة أنواع فقط من أسلحة القوس في بنائه، ومعبد القرن الحادي عشر معبد فوجونغ يضم مجموعه أربعة وخمسين.
كانت أقدم الجدران والمنصات في الصين مصنوعة من التربة المدكوكة، ومع مرور الوقت الطوب والحجر أصبح أكثر استخداما. يمكن رؤية هذا في المقاطع القديمة من سور الصين العظيم، في حين أن الطوب والحجر المستخدم في بناء سور الصين العظيم الذي ينظر إليه اليوم هو تجديد لأسرة مينغ (1368-1644).

### الهيكل

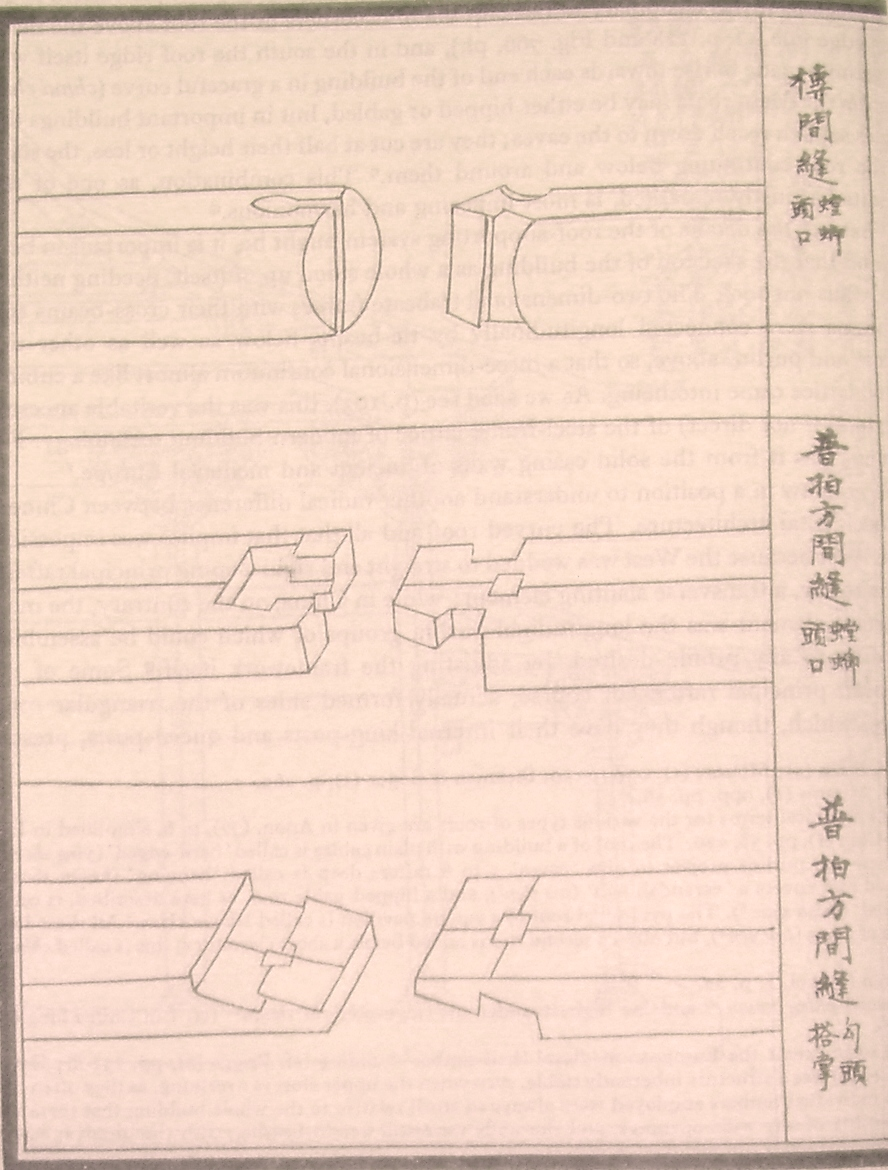
أعمال الحفرة والتعقيب من الحزم المتعادلة وعوارض الصليب، من دليل بناء لي جي ينغزاو فاشي، وطبع في 1103.

- أسس: معظم المباني عادة ما أقيمت على منصات مرتفعة (臺基) كأساسها. يمكن أن ترتكز الحزم الهيكلية العمودية على ركائز حجرية مرتفعة (柱础) تستقر أحيانا على أساس عميق. في بناء الطبقة التحتية، يتم إنشاء المنصات من منصات الأرض صدم غير معبدة أو معبدة مع الطوب أو السيراميك. في أبسط الحالات يتم توجيه الحزم الهيكلية العمودية إلىالأرض مباشرة. وعادة ما تكون منشآت الطبقة العلوية ذات أحجار أرضية مرتفعة معبدة من الحجر أو من الأساسات الحجرية مع حواف من الحجر الثقيل المنحوت بشكل مطاطي لدعم عوارض هيكلية عمودية كبيرة. تستقر الحزم العمودية وتبقى على ركائزها فقط بواسطة الاحتكاك والضغط الذي تمارسه بنية المبنى.[10]
- الحزم الهيكلية: استخدام الأخشاب الهيكلية الكبيرة للدعم الأولي لسقف المبنى. تستخدم الألواح الخشبية، وعادة ما تكون جذوع الأشجار الكبيرة، كأعمدة حاملة وأعمدة جانبية لتأطير المباني ودعم الأسقف. ترتبط هذه الحزم ببعضها البعض بشكل مباشر أو في هياكل أكبر وأعلى من الطبقة، تعادل معا بشكل غير مباشر من خلال استخدام الأقواس. يتم عرض هذه الأخشاب الهيكلية بشكل بارز في الهياكل الجاهزة. ليس من المعروف بشكل قاطع كيف قام بناة القدم القديمة برفع الأعمدة الخشبية الضخمة التي تحمل الأعمدة في موضعها.
- الوصلات الهيكلية: عادة ما يتم تشييد إطارات الخشب مع النجارة ودويلينغ وحدها، نادرا مع استخدام الغراء أو الأظافر. هذه الأنواع من المفاصل الهيكلية شبه الصلبة تسمح هيكل الخشب لمقاومة الانحناء والالتواء في ظل ضغط عال. كما يتم ضمان الاستقرار الهيكلي من خلال استخدام الحزم الثقيلة والسقوف، والتي تزن الهيكل إلى أسفل. عدم وجود الغراء أو المسامير في النجارة، واستخدام الدعم غير جامدة مثل دوغونغ، واستخدام الخشب كأعضاء هيكلية تسمح للمباني للانزلاق، المرن، والمفصلي في حين امتصاص الصدمات والاهتزازات، والصمود عند حدوثالزلازل دون تلقي أضرار كبيرة بهيكلها.
- الجدران: الاستخدام الشائع لجدران الستائر أو ألواح الأبواب لتعيين الغرف أو إحاطة المبنى، مع الزيادة العامة للجدران الحاملة في معظم بناء الطبقة العليا. مع ذلك، مع انخفاض توافر الأشجار في السلالات في وقت لاحق لهياكل البناء، واستخدام الجدران الحاملة في البناء غير الحكومية أو الدينية تزايد، مع الطوب والحجر التي يشيع استخدامه.

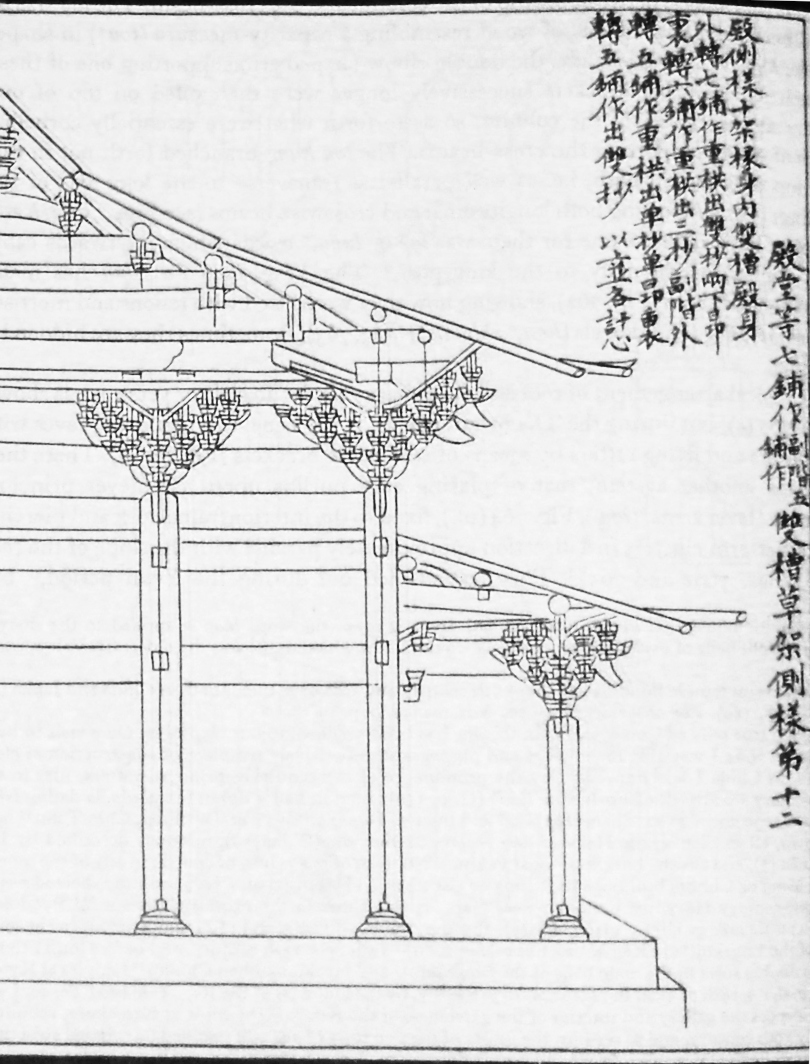
رسم من قوس خشبي يدعم ("دوغونغ") عقد سقف متعدد يميل، من أطروحة المعمارية ينغزاو فاشي (1103 م).

- الأسقف: الأسطح المسطحة غير شائعة في حين أن الأسطح ذات الأسطح المغطاة غالبا ما تكون موجودة في العمارة الصينية التقليدية. أما الأسقف فهي إما مبنية على عوارض متقاطعة على السقف أو على بقية العوارض الهيكلية العمودية مباشرة. في بناء الطبقة العليا، تدعم الحزم السقف من خلال أنظمة دوجونغ المعقدة بين الأقواس التي ربطها بشكل غير مباشر إلى الحزم الهيكلية الأولية. تم العثور على ثلاثة أنواع رئيسية من الأسقف.
- الميل المستقيم: الأسطح مع انحدر واحد. هذه هي الأكثر اقتصادا نوع من التسقيف وأكثر انتشارا في المعماريات العامة.
- الميل المتعدد: أسطح مع 2 أو أكثر من أقسام المنحدر. تستخدم هذه الأسطح في المباني العليا، من مساكن الأثرياء إلىالقصور.
- الجرف: الأسقف مع انحناء الجرف الذي يرتفع في زوايا السقف. هذا النوع من بناء السقف عادة ما يكون مخصصا للمعابد والقصور على الرغم من أنه قد توجد أيضا في بيوت الأثرياء. في الحالات السابقة، وعادة ما تكون التلال من السقف مزينة بشكل كبير مع التماثيل الخزفية. سقف القمة: قمة سقف قاعة كبيرة وعادة ما تصدرت مع التلال من البلاط والتماثيل لكلا الغرضين الزخرفية وكذلك لتزن طبقات من البلاط للتسقيف. غالبا ما تكون هذه التلال مزينة بشكل جيد، وخاصة بالنسبة للهياكل الدينية أو الفخرية. في بعض مناطق الصين، يتم تمديد التلال في بعض الأحيان أو دمجها في جدران المبنى لتشكيل ماتوكيانغ (الجدران رأس الحصان)، والتي هي بمثابة رادع للحريق من الجرف. زخارف السقف العليا: الرمزية يمكن العثور عليها من الألوان من الطنف، مواد التسقيف والديكورات في أعلى السقف .الذهب / الأصفر هو الميمون (جيد) اللون، وأسقف الإمبراطورية هي الذهب أو الأصفر. وعادة ما يستخدمها الإمبراطور. الأسقف الخضراء ترمز إلى مهاويالخيزران، والتي بدورها تمثل الشباب وطول العمر .[11]

## التأثير في البلدان الآسيوية المجاورة
كانت العمارة الصينية مؤثرة بدرجات متفاوتة في تطوير بنية العديد من البلدان الآسيوية المجاورة. كان للهندسة المعمارية الصينية تأثير كبير على الأساليب المعمارية لكوريا وفيتنام واليابان، حيث يكون تصميم سقف الورك والسمكة في شرق آسيا في كل مكان. في سريلانكا، لعبت العمارة الصينية دورا هاما في تشكيل العمارة السريلانكية، جنبا إلى جنب مع التأثيرات من العمارة الهندية وجنوب شرق آسيا. إن نمط سقف كانديان، على سبيل المثال، يحمل العديد من أوجه التشابه مع تقنية سقف الورك والجلوج في شرق آسيا التي تعود أصولها إلى الصين. في تايلند، اعتمد بعض الحرفيين التايلانديين على بعض التقنيات الصينية بعد أن بدأت التجارة معأسرة يوان ومينغ. تم بناء بعض المعابد وقصور أسطح القصر على الطراز الصيني، كما يمكن العثور على المباني ذات النمط الصيني في أيوتهايا في إشارة إلى الأعداد الكبيرة من بناة السفن الصينية والبحارة والتجار الذين جاءوا إلى البلاد. في إندونيسيا، يمكن العثور على المساجد التي تحمل نفوذا صينيا في أجزاء معينة من البلاد. هذا التأثير حديث بالمقارنة مع أجزاء أخرى من آسيا، ويرجع ذلك إلى حد كبير إلى المجتمع الاندونيسي الصيني الكبير.
تم العثور على أسد الوصي من أصل صيني أمام المعابد البوذية والمباني وبعض المعابد الهندوسية (في نيبال) في جميع أنحاء آسيا بما في ذلك اليابان وكوريا وتايلاند وميانمار وفيتنام وسريلانكا ونيبال وكمبوديا ولاوس.

## التصنيف حسب الهيكل

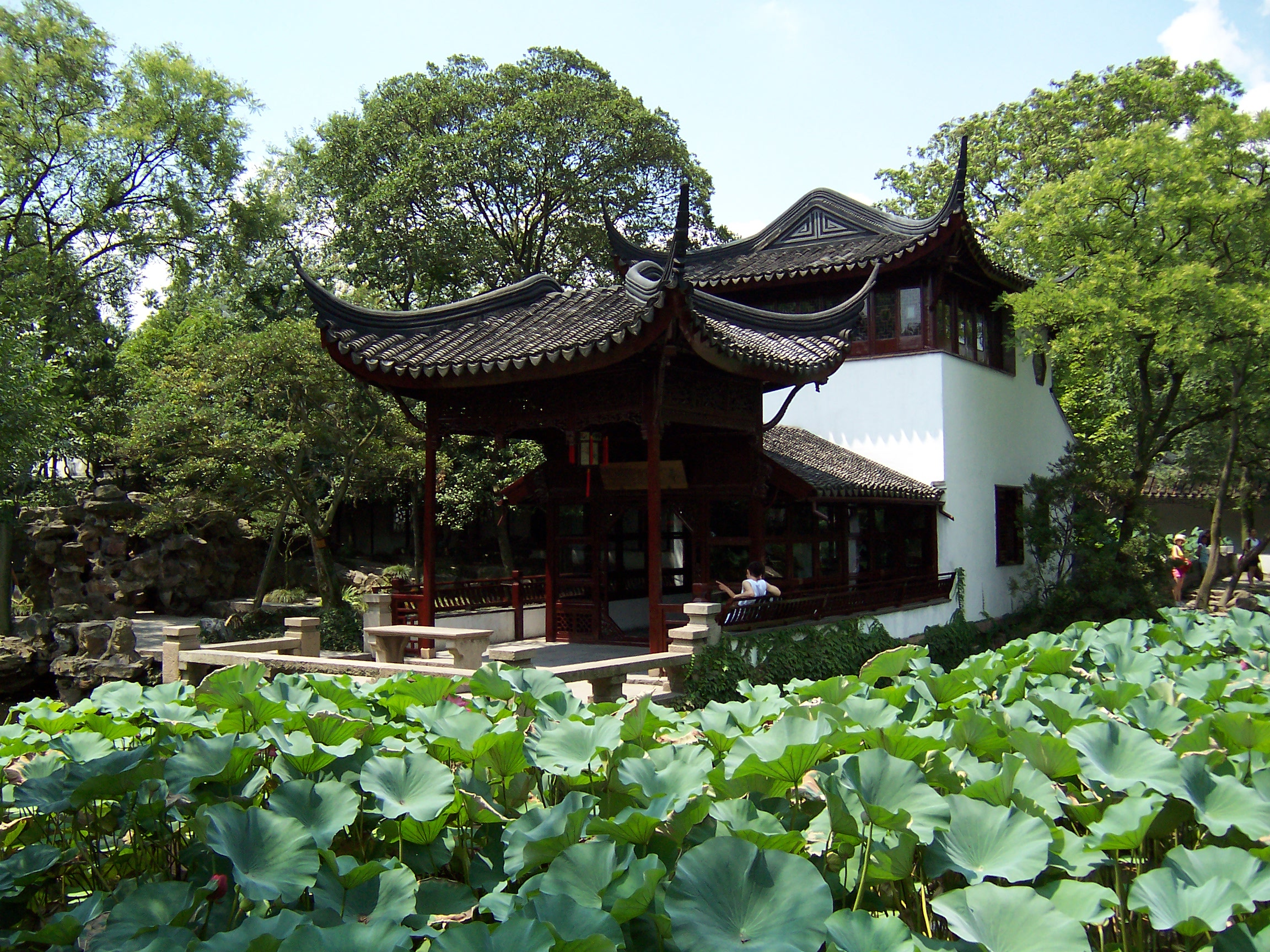
جناح داخل حديقة تشو تشنغ في سوتشو بمقاطعة جيانغسو، واحدة من أرقى الحدائق في الصين.

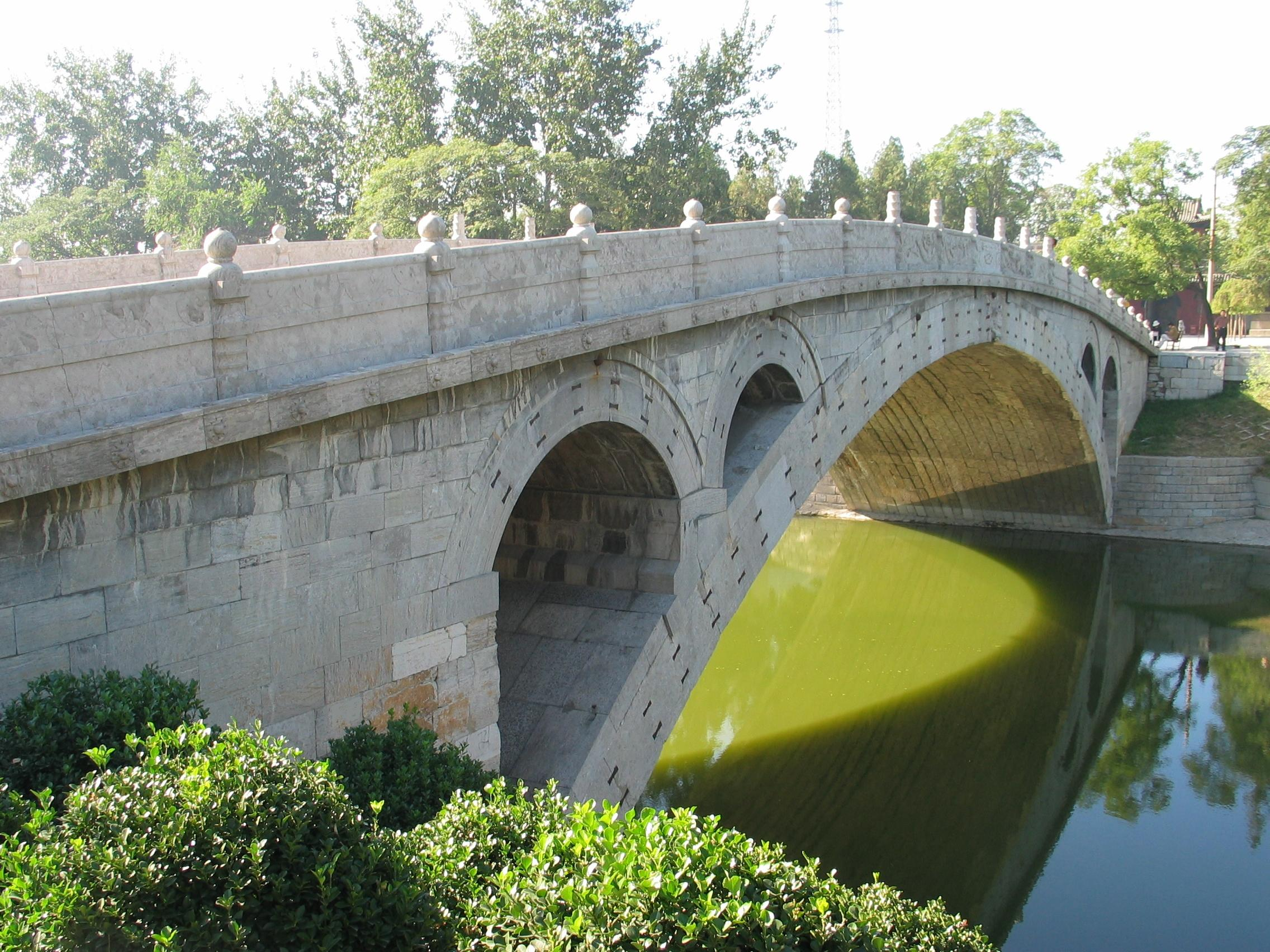
جسر تشاو تشو، الذي بني من 595-605 خلال عهد أسرة سوي. هو أقدم حجرية مفتوحة بالكامل—سباندريل القطعي جسر القوس في العالم.

تشمل التصنيفاتالصينية للهندسة المعمارية ما يلي:
 
亭 (: 亭؛ بينيين: تينغ) تينغ (الأجنحة الصينية).
軒 (轩) شوان (الشرفات مع ويندوز)

## الأنماط المعمارية

### العامي
كانت منازل المواطنين، سواء كانوا بيروقراطيين أو تجار أو مزارعين، تميل إلى اتباع نمط محدد: مركز المبنى سيكون ضريح للآلهة والأجداد، والذي سيستخدم أيضا خلال الاحتفالات. على جانبيها غرف نوم للشيوخ. كان الجناحان من المبنى (المعروف باسم «التنين الحارس» من قبل الصينيين) لأعضاء صغار من الأسرة، فضلا عن غرفة المعيشة وغرفة الطعام، ومطبخ، على الرغم من أن غرفة المعيشة في بعض الأحيان يمكن أن تكون قريبة جدا إلى المركز.
في بعض الأحيان أصبحت الأسر الممتدة كبيرة جدا لدرجة أن واحدا أو اثنين من أزواج إضافية من «أجنحة» كان لا بد من بناؤها. وأدى ذلك إلى بناء على شكل حرف U، مع فناء مناسب للعمل الزراعي. إلا أن التجار والبيروقراطيين فضلوا إغلاق الجبهة ببوابة أمامية فرضية. تم تنظيم جميع المباني قانونا، واعتبر القانون أن عدد القصص، وطول المبنى والألوان المستخدمة يعتمد على فئة المالك. بعض الناس الذين يعيشون في المناطق التي تعاني من قطاع الطرق بنت الحصون الطائفية للتولى الحماية.

### الإمبراطورية
كانت هناك بعض السمات المعمارية التي تم حجزها فقط للمباني التي بنيت لامبراطور الصين. من الأمثلة على ذلك استخدام بلاط السقف الأصفر، والأصفر هو اللون الإمبراطوري. بلاط السقف الأصفر لا يزال يزين معظم المباني داخل المدينة المحرمة. معبد السماء، مع ذلك، يستخدم البلاط سقف أزرق لترمز إلى السماء. تدعم الأسقف بشكل دائم تقريبا الأقواس («دوغونغ»)، وهي ميزة مشتركة فقط مع أكبر المباني الدينية. الأعمدة الخشبية للمباني، وكذلك أسطح الجدران، تميل إلى أن تكون باللون الأحمر. الأسود هو أيضا اللون الشهير غالبا ما يستخدم في الباغودات. كان يعتقد أن الآلهة مستوحاة من اللون الأسود لتنزل إلى الأرض.
تم استخدام التنين الصيني ذو الخمسة مخالب، الذي اعتمده أول إمبراطور مينغ لاستخدامه الشخصي، كديكور على الحزم والأعمدة، وعلى الأبواب على العمارة الإمبراطورية. من الغريب أن التنين لم يستخدم أبدا على أسطح المباني الإمبراطورية.
لم يسمح إلا للمباني التي تستخدمها العائلة الإمبراطورية أن يكون تسعة جيان (間، الفضاء بين عمودين). فقط البوابات المستخدمة من قبل الإمبراطور يمكن أن يكون خمسة أقواس، مع المركز الأول، وبطبيعة الحال، يتم حجز للإمبراطور نفسه. الصينية القديمة فضل اللون الأحمر. واجهت المباني الجنوب لأن الشمال كان لديه رياح باردة.
- غرفة قبر ذات قبة في لويانغ، التي بنيت خلال عصر مملكة هان (م 25-220)
- غرفة مقبرة من لويانغ، بنيت خلال مملكة هان (25-220 م) بجدار مقوس مزخرف.
- البوابة الحمراء العظمى في قبور مينغ بالقرب من بكين، بنيت في القرن ال 15.
- بلاط السقف الأصفر والجدران الحمراء في المدينة المحرمة (متحف القصر) في بكين، بني في عهد الإمبراطور يونغلي (1402-1424) من سلالة مينغ الحاكمة

أصبحت بكين عاصمة الصين بعد غزو المغول للقرن الثالث عشر، واستكملت الهجرة الشرقية للعاصمة الصينية التي بدأت منذ عهد أسرة جين. جددت انتفاضة مينغ عام 1368 السلطة الصينية وحددت بكين كمقعد للسلطة الإمبراطورية للقرون الخمسة القادمة. عاش الإمبراطور والإمبراطورة في القصور على المحور المركزي للمدينة المحرمة، ولي العهد في الجانب الشرقي، والمحظيات في الظهر (وبالتالي كثيرا ما يشار إلى العديد من محظيات الإمبراطورية باسم «قصر العودة ثلاثة آلاف»). مع ذلك، خلال منتصف عهد أسرة تشينغ، انتقلت إقامة الإمبراطور إلى الجانب الغربي من المجمع. من المضلل أن نتحدث عن محور بالمعنى الغربي لوجهات نظر منظورية مرئية، بدلا من أن المحور الصيني هو خط امتياز، عادة ما يبنى عليه، وينظم الوصول - ليس هناك آفاق، ولكن سلسلة من البوابات والأجنحة.

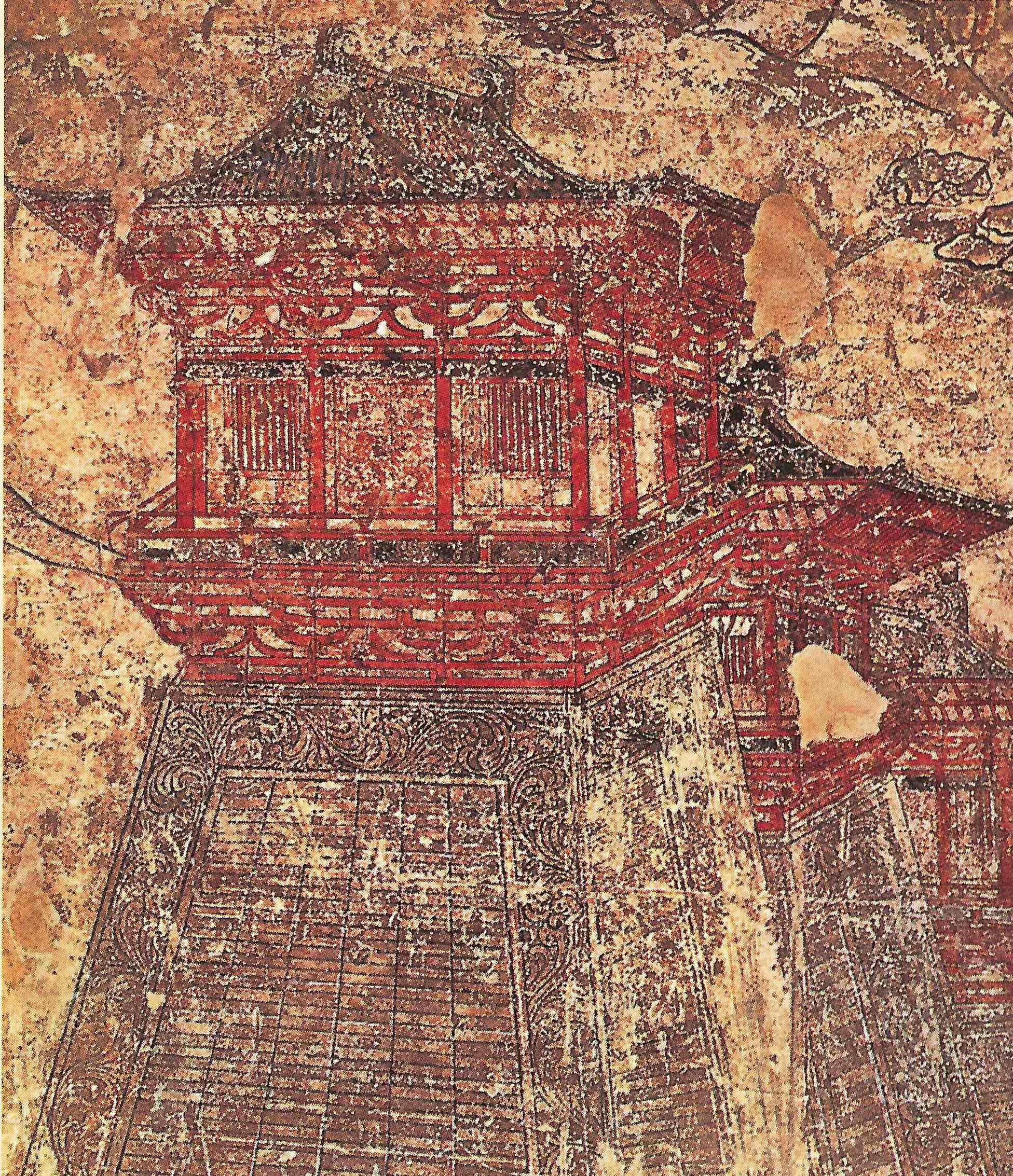
闕 أبراج على شكل حرف q على طول جدران عهد تشانغ تانغ، كما هو مبين في هذه اللوحة من القرن الثامن من قبر الأمير لي تشونغرون في ضريح كيانلينغ في شنشي.

أثر علم الأعداد تأثيرا كبيرا على العمارة الإمبراطورية، ومن ثم استخدام تسعة في الكثير من البناء (تسعة أكبر عدد من رقم واحد) والسبب في المدينة المحرمة في بكين يقال أن 9999.9 من الغرف - مجرد قصيرة من الأسطورية 10,000 غرف في السماء. إن أهمية الشرق (اتجاه الشمس المشرقة) في توجيه المباني الإمبراطورية هي شكل من أشكال العبادة الشمسية الموجودة في العديد من الثقافات القديمة، حيث يوجد مفهوم الحاكم المنتسب إلى الشمس.
يمكن أيضا أن تحتضن مقابر وأضرحة أفراد العائلة الإمبراطورية، مثل مقابر أسرة تانغ التي تعود إلى القرن الثامن في ضريح كيانلينغ، كجزء من التقليد الإمبراطوري في العمارة. كانت هذه الأعمدة الترابية والأرضية فوق سطح الأرض هياكل رمح وقبو تحت الأرض كانت مصطفة بجدران من الطوب منذ حقبة الممالك المتحاربة على الأقل (481-221 قبل الميلاد).

### ديني
عموما، فإن العمارة البوذية تتبع النمط الإمبراطوري. دير بوذي كبير عادة لديه قاعة أمامية، وتمثال بوداسف، تليها قاعة كبيرة، وإسكان تماثيلبوذا. تقع أماكن الإقامة للرهبان والراهبات على الجانبين. بعض من أكبر الأمثلة على ذلك يأتي من معبد بونينغ من القرن الثامن عشر ومعبد بوتو زونغتشنغ. الأديرة البوذية في بعض الأحيان أيضا الباغودات، التي قد تضم الآثار من غوتاما بوذا؛ والمعابد القديمة تميل إلى أن تكون أربعة من جانب، في حين أن الباغودات في وقت لاحق عادة لها ثمانية جوانب.
العمارة الطاوية، من ناحية أخرى، عادة ما تتبع أسلوب العامين. مع ذلك، فإن المدخل الرئيسي هو عادة في جانب، من الخرافات حول الشياطين التي قد تحاول دخول الفرضية (انظر فنغ شوي). على النقيض من البوذيين، في معبد داوي يقع الإله الرئيسي في القاعة الرئيسية في الجبهة، الآلهة أقل في قاعة الظهر وعلى الجانبين.
تم بناء أطول مبنى قبل العصر الحديث في الصين لأغراض دينية وعسكرية. معبد لياودي 1055 م يقف على ارتفاع 84 م (276 قدم)، وعلى الرغم من أنها كانت بمثابة معبد تتويج من دير كاييوان في دينغزهو القديمة، خبى، وكان يستخدم أيضا بمثابة برج مراقبة عسكري لجنود اسرة سونغ لمراقبة المحتملة حركات العدو (سلالة لياو).
غالبا ما تجمع الهندسة المعمارية للمساجد ومقابر غونغبىللمسلمين الصينيين الأساليب الصينية التقليدية مع التأثيرات الشرق أوسطية.

#### المعرض

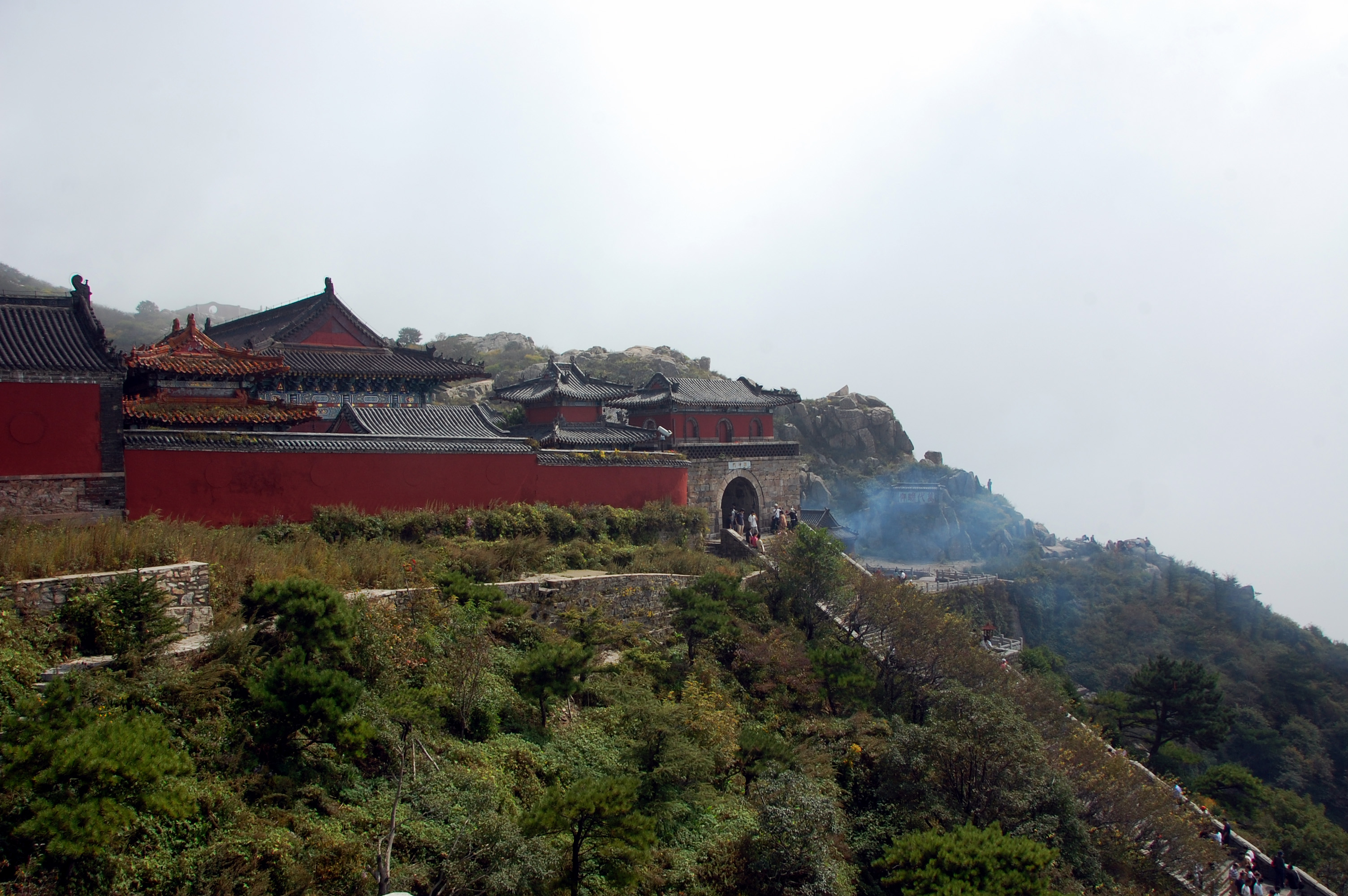
مجموعة من المعابد في الجزء العلوي من جبل تيشان، حيث تم بناء الهياكل في الموقع منذ القرن الثالث قبل الميلاد خلال عهد أسرة هان
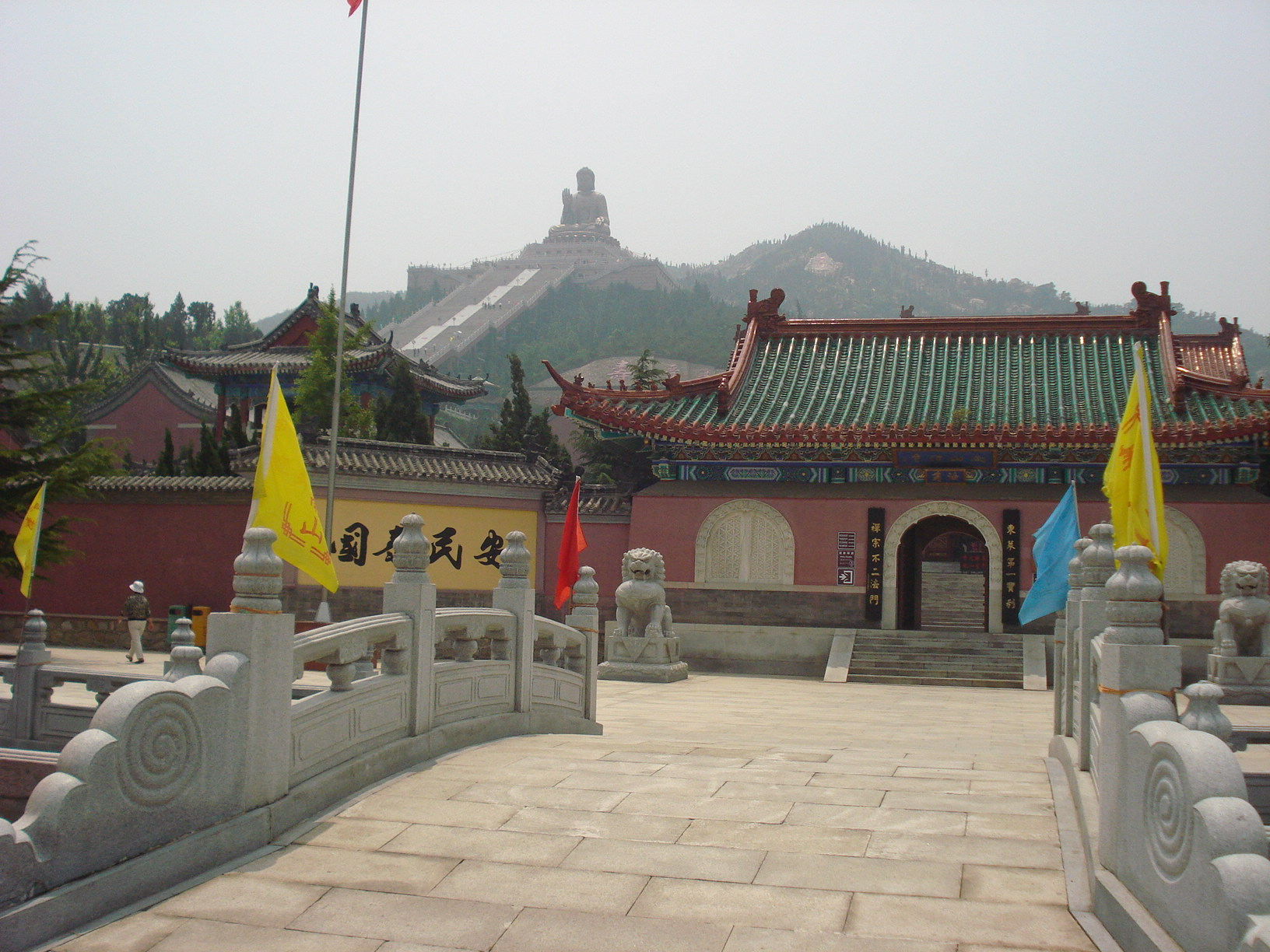
معبد نانشان في لونغكو، شاندونغ.
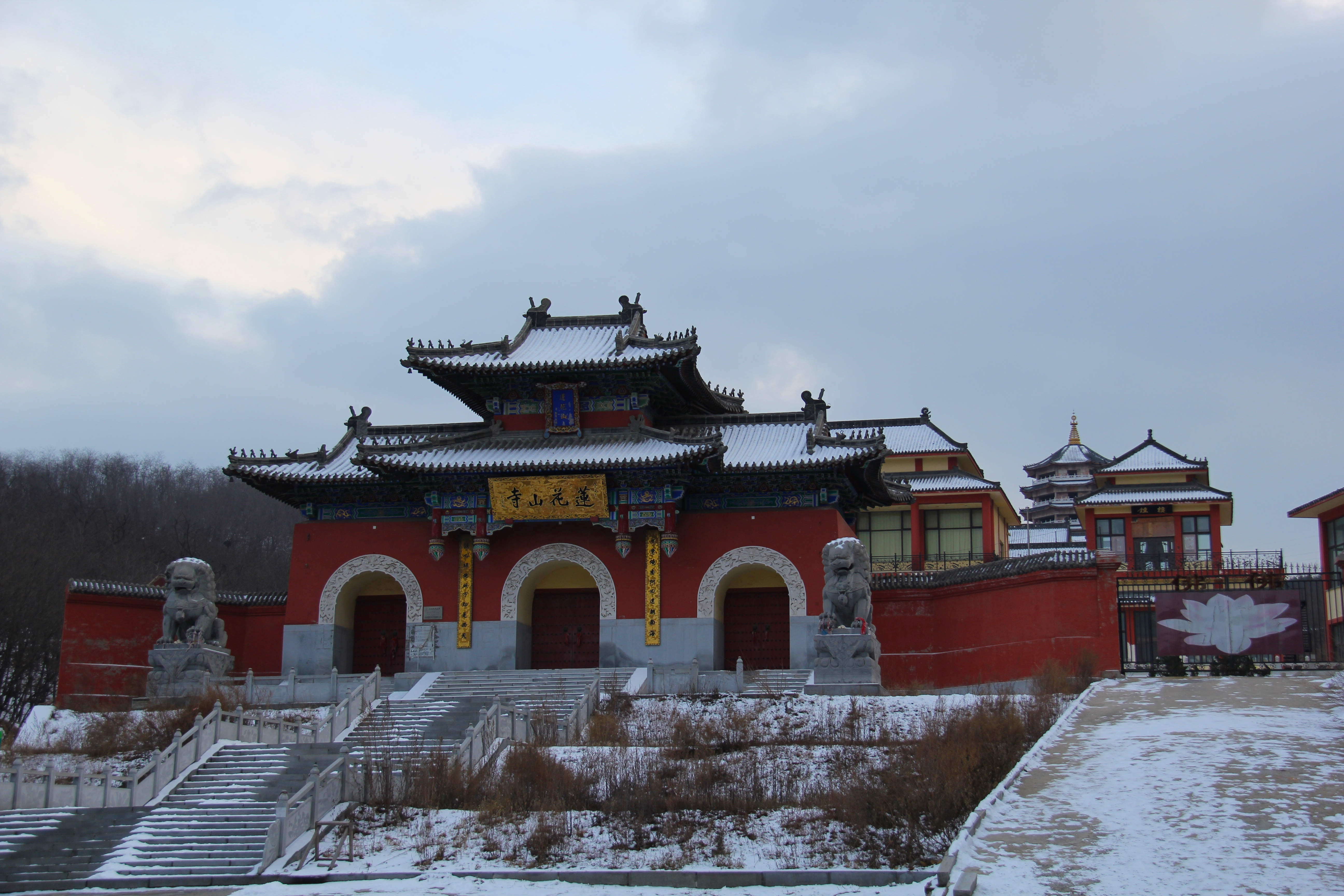
ليانهواشان (ليت. "لوتس زهرة الجبل") معبد في داليان
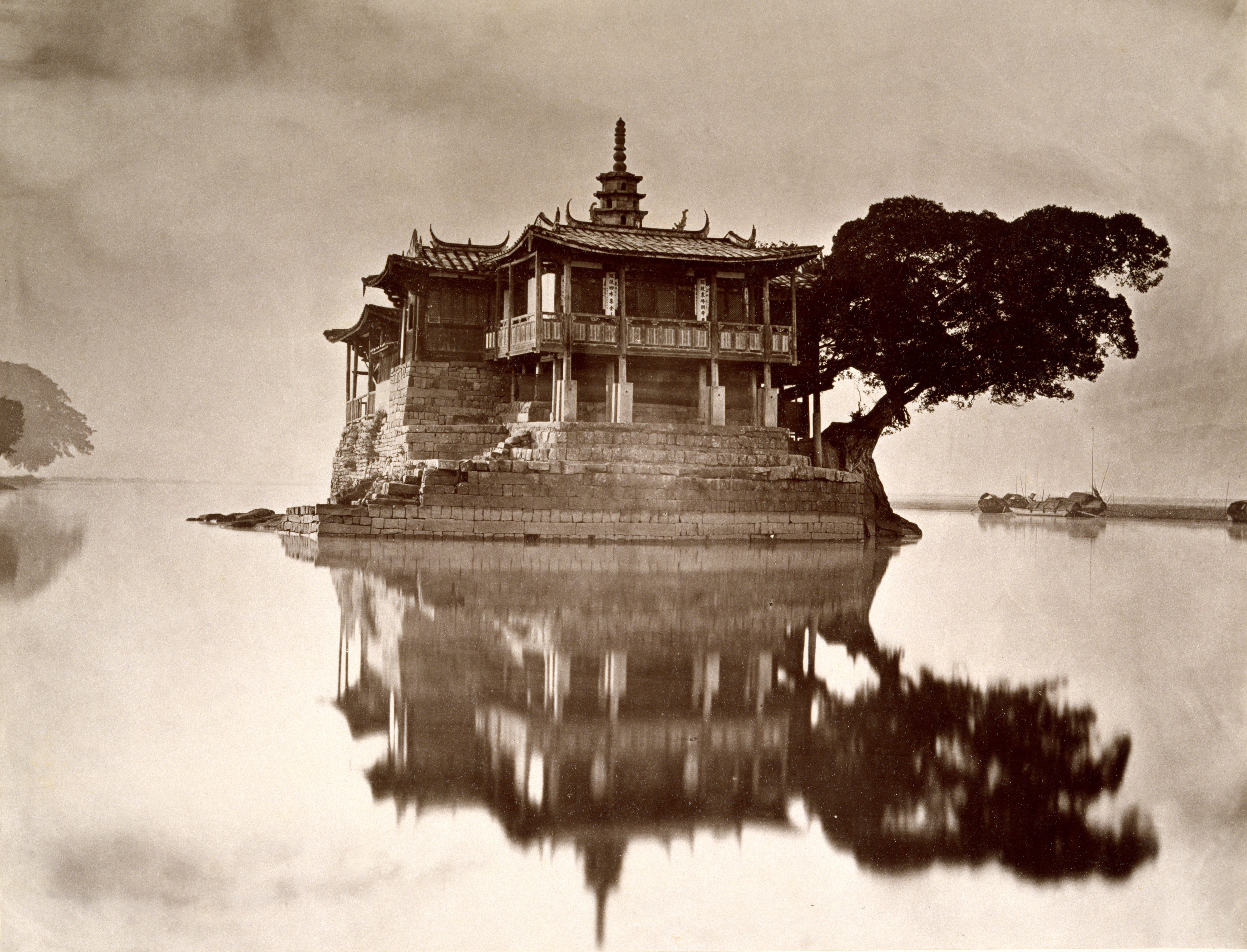
جزيرة بوذا، حوالي عام 1871، من الألبوم، فوشو ونهر مين
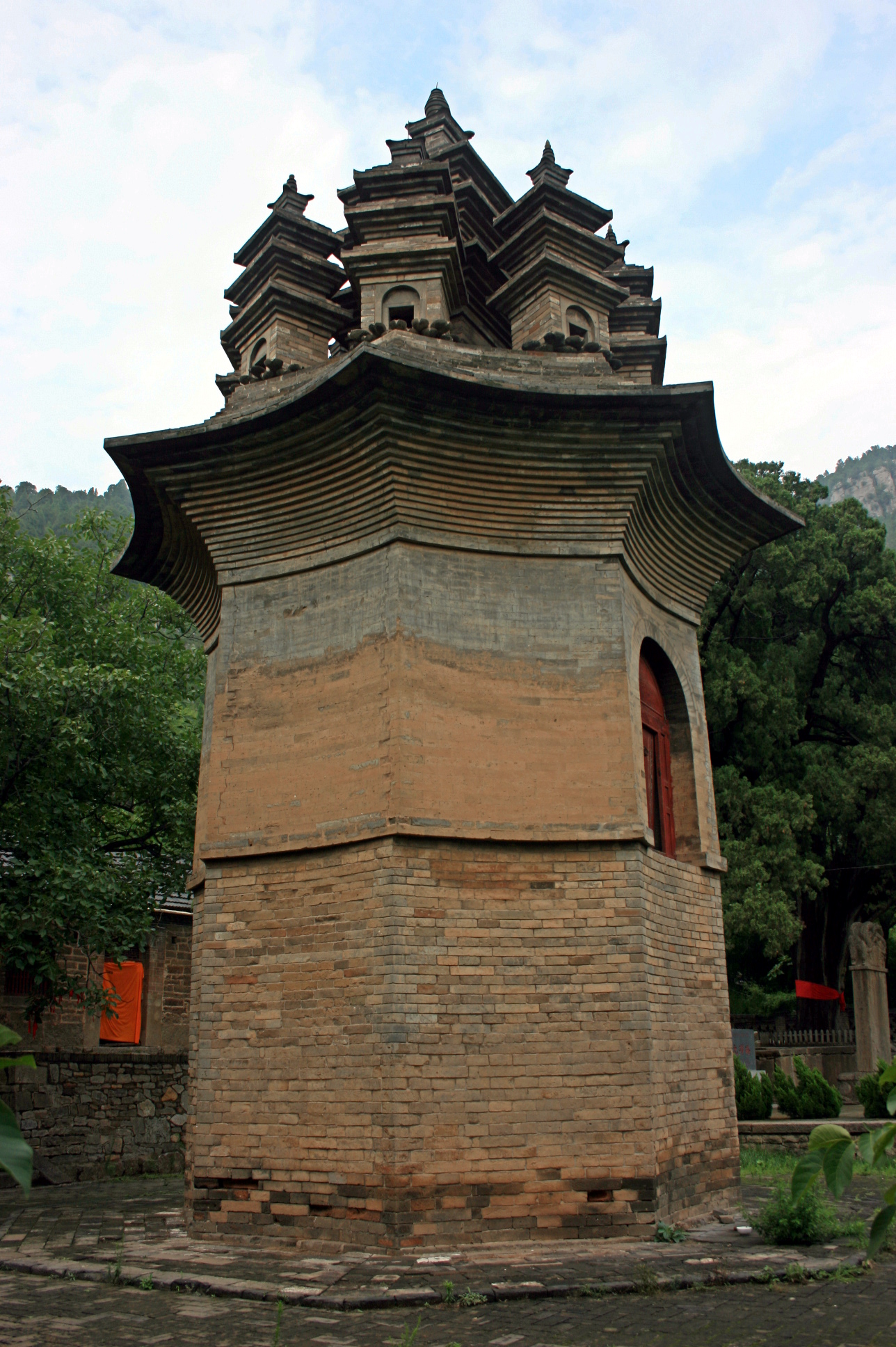
أبراج بوذا التسعة ،ينيت في القرن الثامن خلال عهد تانغ
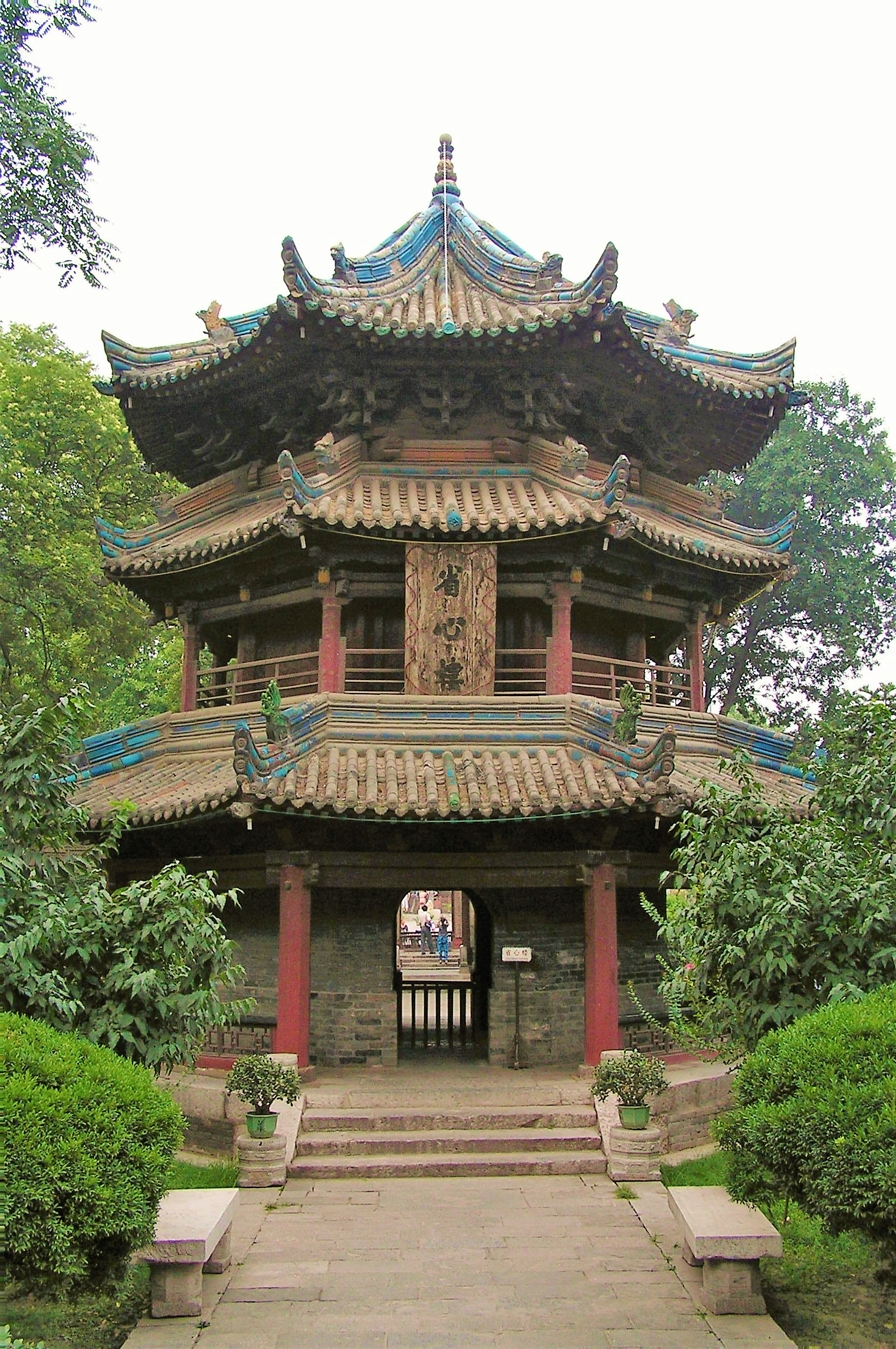
جناح صيني بدلا من مئذنة في جامع شيان الكبير.
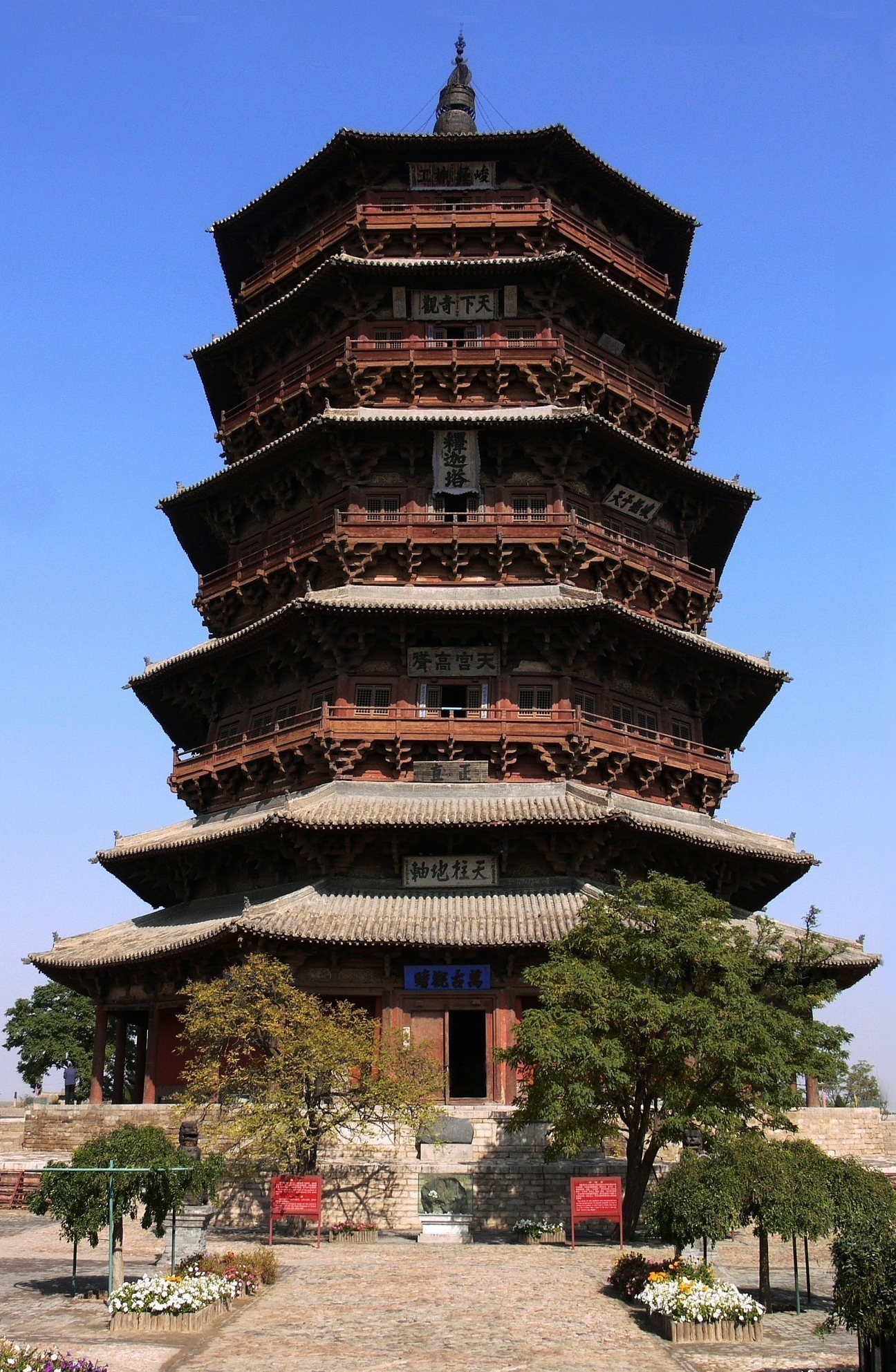
معبد فوجونغ معبد، وتقع في مقاطعة يينغ، مقاطعة شانشى، الذي بني في 1056 خلال اسرة لياو، هو أقدم موجودة معبد خشبي بالكامل في الصين
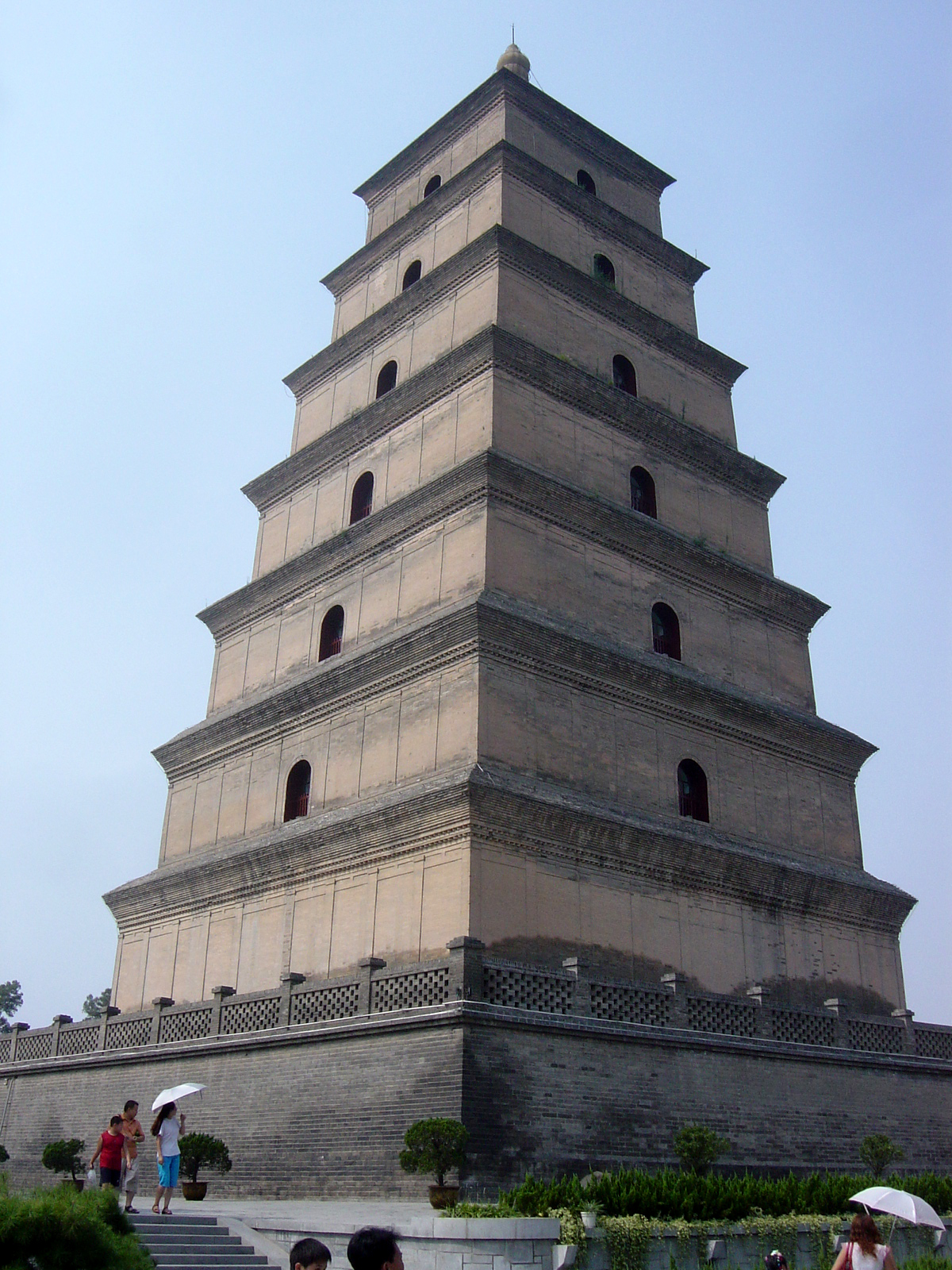
معبد بوذا الضخم في كيان ،بني عام 652 خلال عهد تانغ
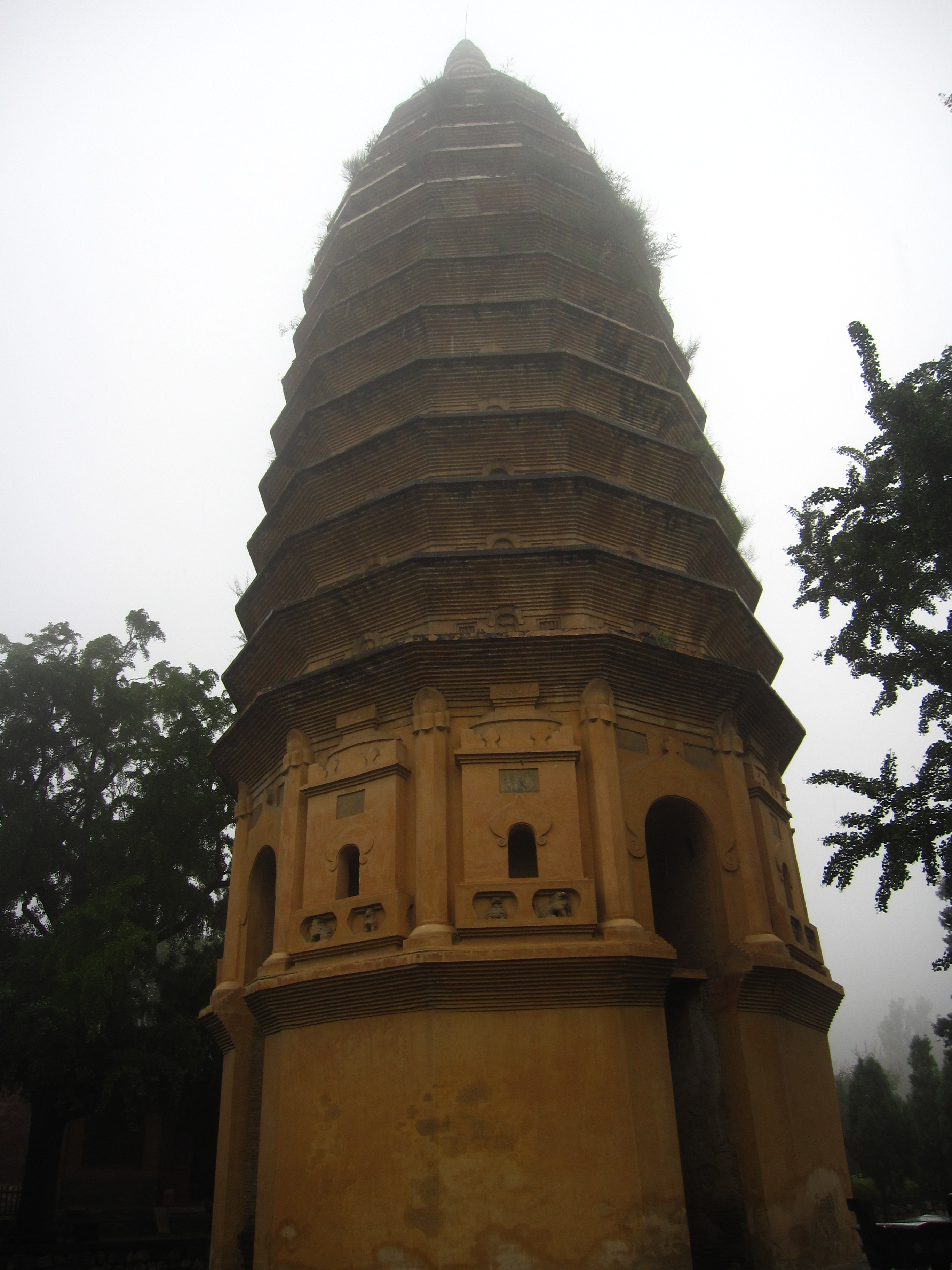
معبد سونجيو، الذي بني في 523 م خلال السلالات الشمالية والجنوبية
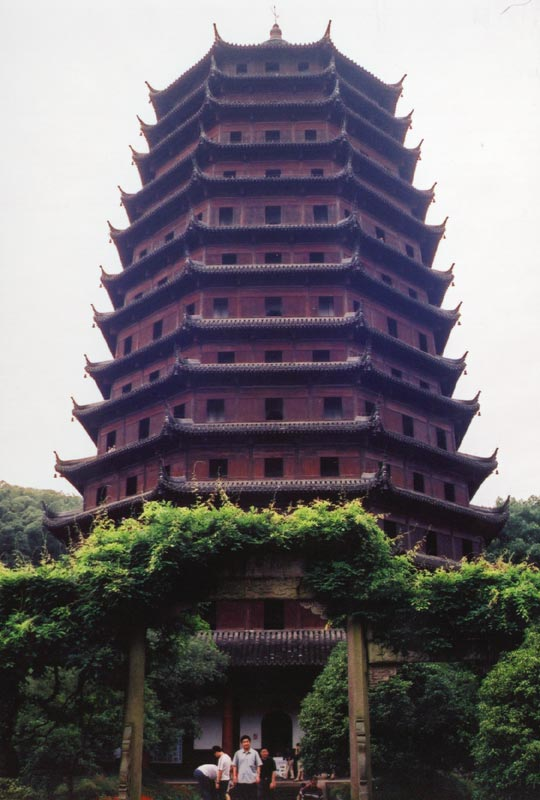
يرج بوذا في هانزو ،الصين،بني في 1165 ميلاديا خلال عهد سلالة سونغ
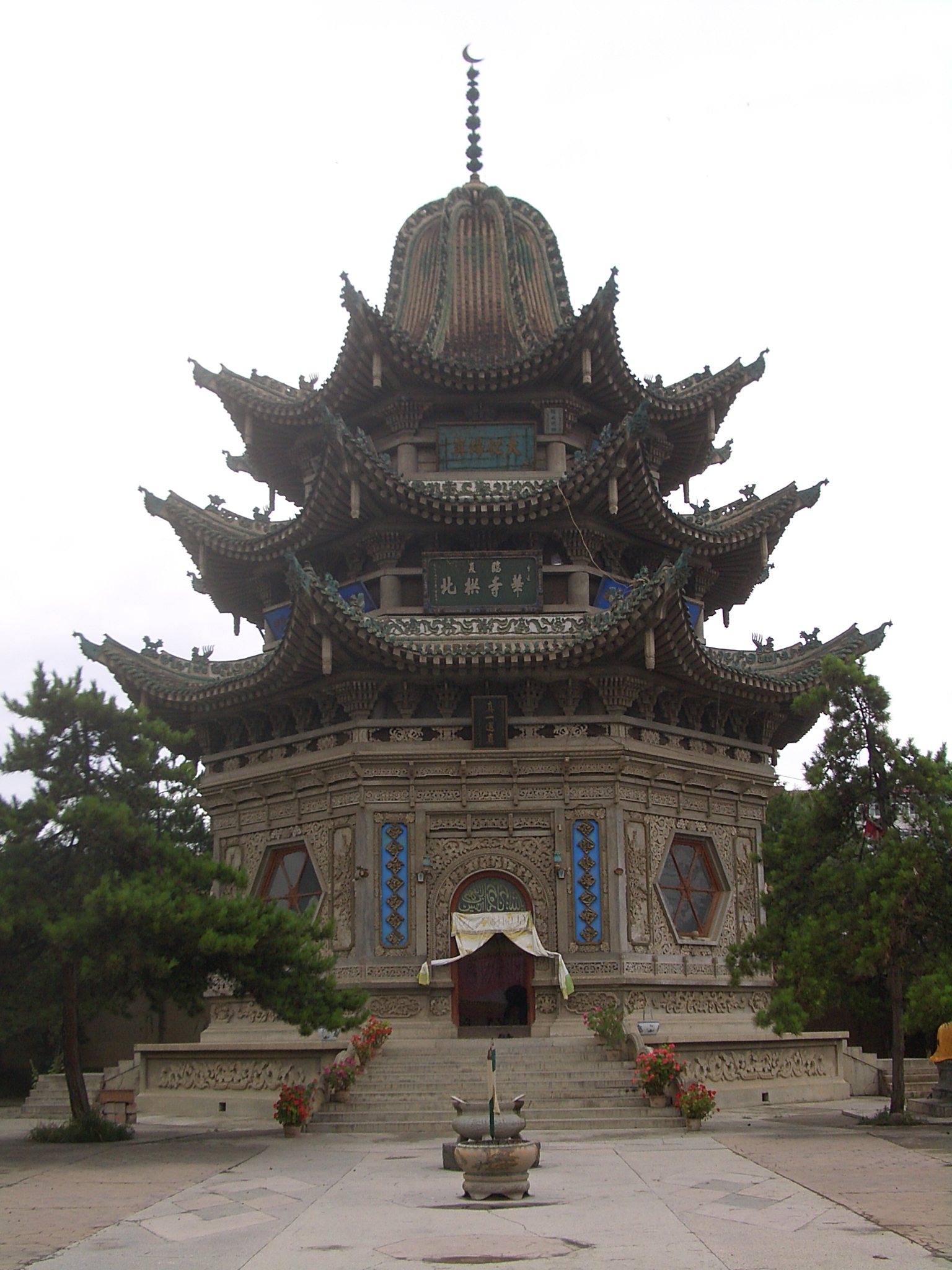
هوا سي غونغبي (ضريح ما لايشي) في مدينة لينكسيا، قانسو
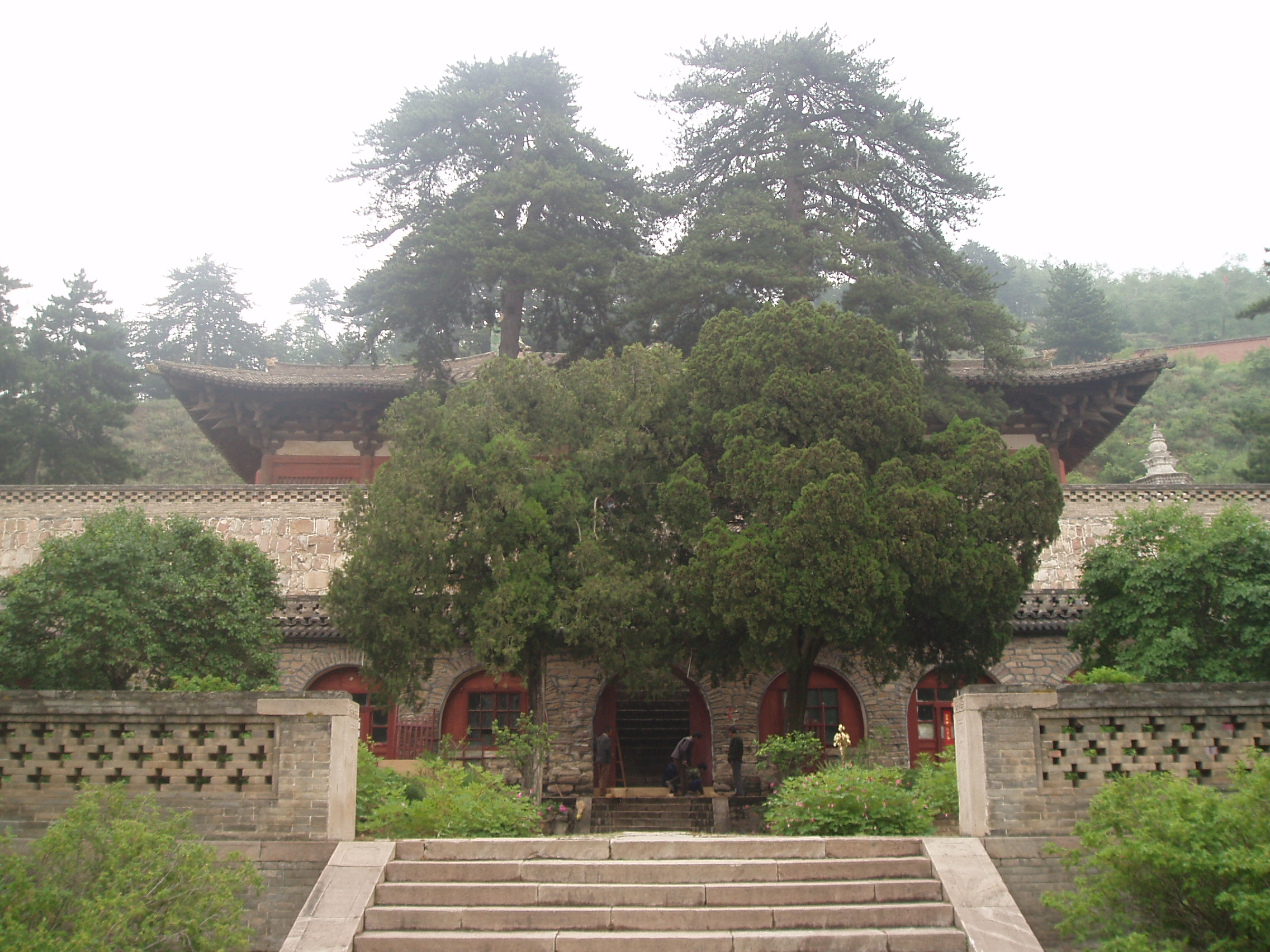
قاعة الأخشاب بنيت في عام 857 خلال عهد أسرة تانغ، [24] تقع في معبد فوجوانغ البوذي في جبل وتاي، شانشى

## التخطيط الحضري
يستند التخطيط الحضري الصيني على جيومانسي فنغشوي ونظام الحقل جيدا من تقسيم الأراضي، وكلاهما يستخدم منذ العصر الحجري الحديث. يضاف إلى الرسم البياني الجيد الميداني الأساسية مع لوشو، مربع سحري مقسم إلى 9 مربعات فرعية، وربطها مع الأعداد الصينية.

## نماذج مصغرة
على الرغم من أن معظمها فقط مصنوع من أنقاض من الطوب وجدران التربة المدكوكة وأبراج من الصين القديمة (أي قبل القرن السادس الميلادي) قد نجت، ويمكن التعرف على المعلومات عن العمارة الصينية القديمة (وخاصة الهندسة المعمارية الخشبية) من نماذج الطين أكثر أو أقل واقعية من المباني التي أنشأتها الصينية القديمة كما البنود الجنائزية. هذا يشبه المنازل جوس ورقة حرق في بعض الجنازات الصينية الحديثة. النماذج التالية قدمت خلال عهد أسرة هان (202 قبل الميلاد - 220 م):
- قصر فخاري من مملكة هان (202 قبل الميلاد - 220 م)
- اثنين من الأبراج السكنية يربطهما جسر، ومنمنمات فخارية، مملكة هان.
- برج فخار من مملكة هان (202 قبل الميلاد - 220 م)
- نموذج خزفي لمنزل بفناء، من مملكة هان (202 قبل الميلاد - 220 م)
- فخار من مملكة هان (202 قبل الميلاد - أد 220)
- برج فخار من مملكة هان (202 قبل الميلاد - 220 م)
- نموذج الفخار من  حسنا من مملكة هان (202 قبل الميلاد - 220 م)

خلال عهد سلالة جين (265-420) والسلالات الحاكمة الستة، كانت النماذج المصغرة للمباني أو المجموعات المعمارية بأكملها غالبا ما تصنع لتزيين قمم ما يسمى «المزهريات الروحية» (هونبينغ)، وجدت في العديد من مقابر تلك الفترة.